# نسبیت عام

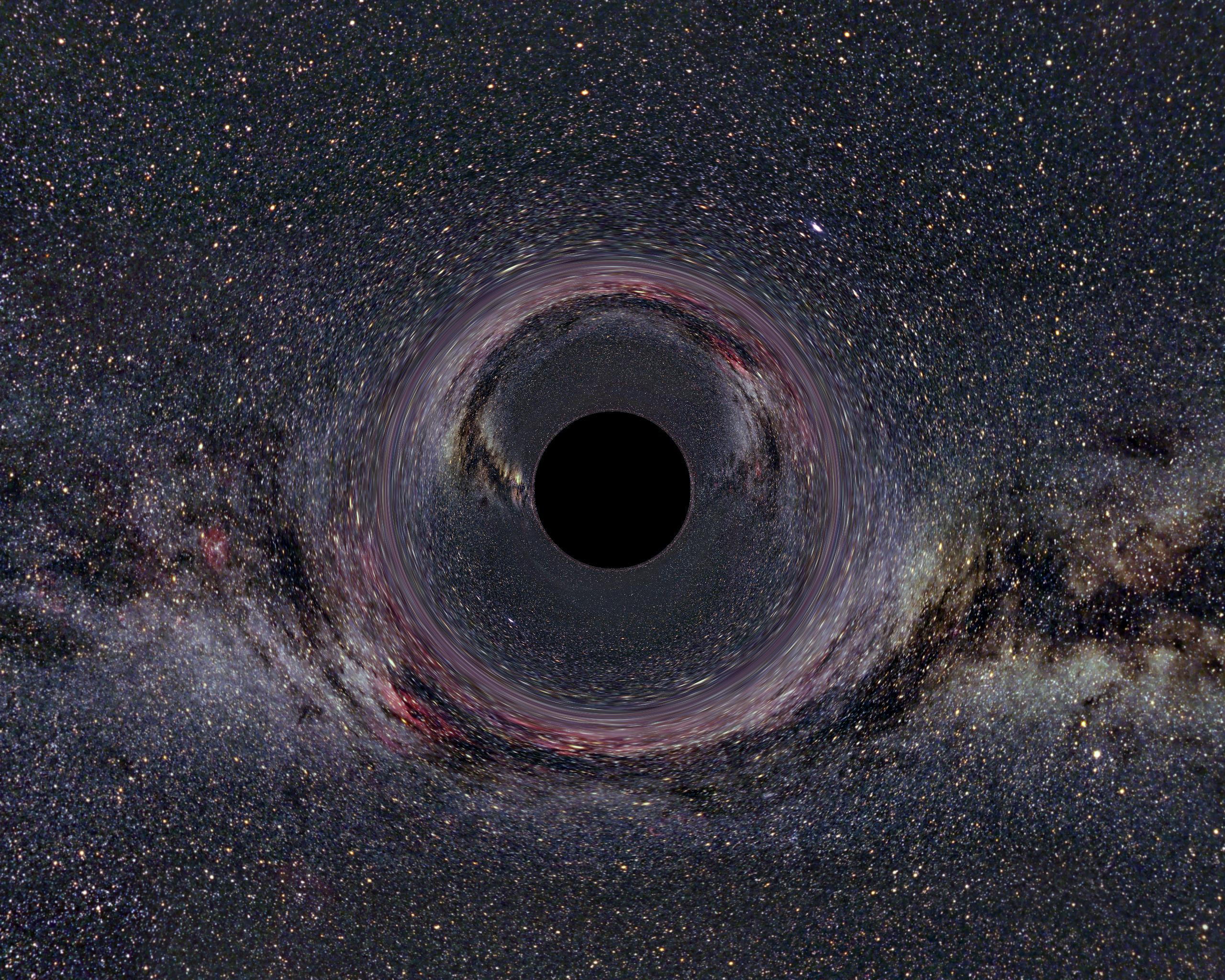
یک سیاهچالهٔ شبیه‌سازی‌شده با ۱۰ جرم خورشیدی که از فاصلهٔ ۶۰۰ کیلومتری دیده می‌شود و در زمینه هم کهکشان راه شیری قرار دارد

نسبیت عام (به انگلیسی: General relativity) نظریه‌ای هندسی برای گرانش است که در سال ۱۹۱۵ توسط آلبرت اینشتین منتشر شد و توصیف کنونی گرانش در فیزیک نوین است. این نظریه تعمیمی بر نظریهٔ نسبیت خاص و قانون جهانی گرانش نیوتون است که توصیف یکپارچه‌ای از گرانش به‌عنوان یک ویژگی هندسی فضا–زمان ارائه می‌دهد.
این نظریه، گرانش را به‌عنوان یک عامل هندسی و نه یک نیرو بررسی می‌کند. در این نظریه، فضا–زمان توسط هندسهٔ ریمانی بررسی می‌شود. خمش فضازمان مستقیماً با انرژی و تکانهٔ کل ماده و تابش موجود متناسب است. این رابطه توسط سیستمی از معادلات دیفرانسیل با مشتقات پاره‌ای به نام معادلات میدان اینشتین نمایش داده می‌شوند. پایهٔ نظری گرانش در کیهان‌شناسی، این نظریه و تعمیم‌های آن است.
نظریهٔ اینشتین جنبه‌های اخترفیزیکی مهمی دارد. مثلاً این نظریه وجود سیاهچاله‌ها را به‌عنوان وضعیت پایانی ستاره‌های بزرگ پیش‌بینی می‌کند. شواهد گسترده‌ای موجود است که تابش بسیار شدید منتشرشده از برخی انواع اجسام اخترفیزیکی ناشی از وجود سیاهچاله‌ها است. مثلاً ریزاختروش‌ها و هستهٔ کهکشانی فعال، به‌ترتیب نتیجهٔ وجود سیاهچاله‌های ستاره‌وار و سیاه‌چاله‌های کلان‌جرم هستند. خم شدن نور بر اثر گرانش می‌تواند منجر به پدیدهٔ همگرایی گرانشی شود که بر اثر آن چندین تصویر از یک جسم اخترفیزیکی دوردست در آسمان دیده می‌شود. نسبیت عام همچنین وجود امواج گرانشی را پیش‌بینی می‌کند که مشاهدهٔ آن‌ها برای نخستین بار در سال ۲۰۱۶ و پس از گذشت صد سال از پیش‌بینی اینشتین در مورد وجود این امواج، به کمک تأسیسات لایگو (LIGO) صورت پذیرفت،
هرچند قبلاً وجود این امواج به‌طور غیرمستقیم تأیید شده‌بود. پروژه‌هایی همچون لایگو و پروژهٔ لیسایِ ناسا با هدف مشاهدهٔ مستقیم این امواج گرانشی راه‌اندازی شده‌اند. افزون بر این، نسبیت عام پایهٔ مدل‌های رایج کنونی کیهان‌شناسی، که برمبنای جهانِ در حال انبساط هستند، را تشکیل می‌دهد.
برخی از پیش‌بینی‌های نسبیت عام به میزان قابل‌توجهی با پیش‌بینی‌های فیزیک کلاسیک تفاوت دارند؛ به‌ویژه آن‌هایی که مرتبط با گذر زمان، هندسهٔ فضا، حرکت اجسام در سقوط آزاد و انتشار نور هستند. پدیده‌هایی چون اتساع زمان گرانشی، انتقال به سرخ گرانشی نور و تأخیر زمانی گرانشی که ناشی از کندتر بودن گذر زمان در نزدیکی میدان‌های گرانشی قوی است، همگرایی گرانشی که به خمیده شدن نور در یک میدان گرانشی قوی اشاره دارد و حرکت تقدیمی مدار سیارات نمونه‌هایی از این تفاوت‌ها هستند. همچنین تعریف جرم در نسبیت عام به سادگی فیزیک کلاسیک و حتی نسبیت خاص نیست، در واقع در نسبیت عام نمی‌توان تعریفی کلی برای جرم یک سامانه ارائه داد و تعریف‌های گوناگونی همچون جرم اِی‌دی‌اِم، جرم کُمار و جرم بوندی پدید آمده‌اند.
محدودیت سرعت اجسام مادی به سرعت نور در نسبیت عام، پیامدهایی در مورد ساختار سببی فضازمان دربردارد، زیرا تأثیر رویدادها و در نتیجه علّیت نیز محدود به سرعت نور می‌باشند. این محدودیت در نسبیت عام به تعریف افق‌ها می‌انجامد که مرزبندی‌هایی در فضازمان هستند. از جملهٔ افق‌ها می‌توان به افق ذره و افق رویداد اشاره کرد که به ترتیب برخی نواحی از گذشته و آینده را غیرقابل دسترسی می‌نمایند.
یکی از ویژگی‌های ابهام‌آمیز نسبیت عام تکینگی‌ها هستند که در آن‌ها هندسهٔ فضازمان تعریف نشده‌است. برخی از پاسخ‌های معادلات میدان اینشتین، مانند پاسخ شوارتزشیلد و پاسخ کر تکینگی‌های آینده (تکینگی‌های سیاهچاله‌ها) و برخی دیگر مانند پاسخ فریدمان–لومتر–رابرتسون–واکر تکینگی‌های گذشته (تکینگی مهبانگ) را مشخص می‌کنند. ماهیت تکینگی‌ها همچنان در هالهٔ ابهام قرار دارد، هرچند که تلاش‌هایی در زمینه توصیف ساختار آن‌ها صورت گرفته‌است.
پیش‌بینی‌های نسبیت عام در تمام مشاهدات و آزمایش‌هایی که تا به امروز انجام گرفته‌است، تأیید شده‌اند. نسبیت عام تنها نظریهٔ نسبیتی موجود برای گرانش نیست، بلکه ساده‌ترین نظریه‌ای است که با داده‌های تجربی همخوانی دارد. هرچند که پرسش‌هایی هستند که هنوز بی‌پاسخ مانده‌اند و شاید پایه‌ای‌ترین آن‌ها این باشد که چگونه می‌توان نسبیت عام را با قوانین فیزیک کوانتومی آشتی داد تا بتوان به نظریه‌ای کامل و خودسازگار برای گرانش کوانتومی دست یافت.

## تاریخچه
اندکی پس از انتشار نظریه نسبیت خاص در سال ۱۹۰۵، اینشتین در این اندیشه بود که چگونه می‌تواند گرانش را در چارچوب نسبیتی جدیدش جای دهد. در سال ۱۹۰۷ با شروع از یک آزمایش فکری شامل یک مشاهده‌گر در سقوط آزاد، جستجویی هشت ساله برای دستیابی به نظریه‌ای نسبیتی برای گرانش را آغاز کرد. پس از اشتباهات و انحرافات متعدد سرانجام کار او در قالب آنچه امروزه معادلات میدان اینشتین می‌خوانیم، حاصل داد و در نوامبر ۱۹۱۵ به آکادمی علوم پروشن ارائه شد. این معادلات بیان می‌کنند که چگونه هندسهٔ فضا و زمان از کل ماده و تابش موجود تأثیر می‌پذیرد و هسته نسبیت عام اینشتین را تشکیل می‌دهند.
معادلات میدان اینشتین غیرخطی هستند و از این رو یافتن پاسخ برای آن‌ها بسیار دشوار است. در حل مسائل مربوط به اولین پیش‌بینی‌های نظریه اش، اینشتین از روش‌های تقریبی استفاده نمود. اما دیری نپایید که در سال ۱۹۱۶ اخترفیزیکدانی به نام کارل شوارتزشیلد نخستین پاسخ غیر بدیهی برای معادلات اینشتین را پیدا کرد که با نام متریک شوارتزشیلد شناخته می‌شود. این پاسخ امکان توصیف مراحل نهایی رمبش گرانشی و تشکیل اجسامی که امروزه به نام سیاهچاله می‌شناسیم، را فراهم نمود. در همان سال نخستین گام‌ها برای تعمیم پاسخ شوارتزشیلد به اجسام باردار آغاز شد. نتیجه این تلاش‌ها متریک رایسنر–نوردشتروم بود که امروزه با سیاهچاله‌های دارای بار الکتریکی مرتبط است. در سال ۱۹۱۷ اینشتین نظریه‌اش را در مورد جهان به‌عنوان یک کل به کارگرفت و شاخه کیهان‌شناسی نسبیتی را پایه‌گذاری نمود. در آن زمان اینشتین در راستای اندیشهٔ غالب عصر خود جهان را ایستا می‌پنداشت و به همین دلیل پارامتر جدیدی– ثابت کیهانی – را به معادلات اولیهٔ خود افزود تا بتواند آن مشاهده را در نظریه‌اش تکرار نماید.
اما تا سال ۱۹۲۹ در نتیجهٔ کار هابل و سایرین مشخص شده بود که جهان ما در حال انبساط است. انبساط جهان به خوبی توسط بسط جواب‌های کیهانی که توسط الکساندر فریدمان در سال ۱۹۲۲ ارائه شد و نیازی به ثابت کیهانی ندارند، قابل توضیح است. با استفاده از این جواب‌ها لومتر اولین نسخه از نظریه مهبانگ را فرمول‌بندی کرد که در آن جهان از یک حالت بی‌نهایت داغ و چگال اولیه به وجود آمده‌است. بعدها اینشتین ثابت کیهانی را بزرگ‌ترین اشتباه زندگی خود خواند.
در خلال آن دوران، نسبیت عام کنجکاوی بسیاری از فیزیک‌دانان نظری را برانگیخته بود. این نظریه به وضوح از گرانش نیوتن برتر بود زیرا با نسبیت خاص سازگار بود و از عهده توضیح بسیاری از پدیده‌هایی برمی‌آمد که نظریه نیوتنی از توضیح آن‌ها ناتوان بود. خود اینشتین در سال ۱۹۱۵ نشان داد که چگونه نظریه‌اش حرکت تقدیمی غیرعادی حضیض خورشیدی سیاره تیر را بدون استفاده از هیچ‌گونه پارامتر اختیاری توجیه می‌کند. به‌طور مشابهی در سال ۱۹۱۹، طی اکتشافی که توسط ادینگتون صورت گرفت، پیش‌بینی نسبیت عام در مورد انحراف نور ستاره‌ها در طی خورشیدگرفتگی ۲۹ مه ۱۹۱۹، تأیید گردید. و باعث شهرت فوری اینشتین شد. اما تنها با گسترش‌هایی که بین سال‌های ۱۹۶۰ تا ۱۹۷۵ صورت گرفت این نظریه وارد جریان اصلی فیزیک نظری و اخترفیزیک شد و از این رو، این دوره را عصر طلایی نسبیت عام می‌خوانند. به تدریج فیزیکدانان مفهوم سیاهچاله را درک نمودند و اختروش‌ها را به‌عنوان نمونه‌ای از تجلی اخترفیزیکی این مفهوم شناسایی کردند. آزمایش‌هایی دقیق‌تر از همیشه بر روی منظومه شمسی قدرت پیش‌بینی نظریه را تأیید کردند و گرایش‌هایی برای استفاده از کیهان‌شناسی نسبیتی برای هدایت آزمایش‌های مشاهده‌ای به‌وجود آمد.

## از مکانیک کلاسیک تا نسبیت عام
نسبیت عام را می‌توان با بررسی شباهت‌ها و تفاوت‌هایش با فیزیک کلاسیک درک نمود. نخستین گام این است که متوجه شویم که مکانیک کلاسیک و قانون گرانش نیوتن به‌طور ضمنی یک توصیف هندسی را می‌پذیرند. با ترکیب این توصیف با قوانین نسبیت خاص به نسبیت عام می‌رسیم.

### هندسه گرانش نیوتنی

بنا بر نسبیت عام، اجسام در یک میدان گرانشی همانند اجسام در یک محفظه بسته شتاب‌دار رفتار می‌کنند. مثلاً اگر شتاب موشک به اندازه‌ای باشد که همان نیروی نسبی گرانش زمین را داشته باشد، افتادن یک توپ در درون یک موشک (چپ) همانند افتادن یک توپ در نقطه‌ای روی زمین (راست) خواهد بود.

بنیان فیزیک کلاسیک بر این مفهوم استوار است که حرکت یک جسم را می‌توان ترکیبی از حرکت آزاد جسم (یا حرکت لخت) و انحراف‌هایی از این حرکت لخت دانست. این انحراف‌ها ناشی از نیروهای خارجی است که بر جسم وارد می‌شوند و بر طبق قانون حرکت دوم نیوتن عمل می‌کنند. قانون دوم نیوتن بیان می‌کند که نیروی خالص وارد بر یک جسم برابر با جرم (لختی) آن ضرب در شتاب جسم است. نوع حرکت لخت جسم با هندسه فضا و زمان مرتبط است: در چارچوب‌های مرجع استاندارد فیزیک کلاسیک حرکت لَخت اجسام در خط مستقیم و با سرعت ثابت انجام می‌شود. در ادبیات فیزیک مدرن مسیرهای حرکت لَخت اجسام ژئودزیک نامیده می‌شوند که تعمیمی از مفهوم خط راست در هندسهٔ فیزیک کلاسیک هستند، جهان‌خط‌های مستقیم در فضازمان خمیده.
در روندی معکوس ممکن است این انتظار وجود داشته باشد که با مشخص کردن حرکت لخت اجسام از طریق مشاهدهٔ حرکت واقعی و حذف انحراف‌های مربوط به نیروهای خارجی (مانند الکترومغناطیس و اصطکاک)، می‌توان هندسهٔ فضا و همچنین مختصات زمان را تعریف کرد، اما وقتی پای گرانش به میان می‌آید این موضوع کمی ابهام‌آمیز می‌شود. بر طبق قانون گرانش نیوتن و تأیید آزمایش‌های مستقلی مانند آزمایش لورند اوتوو و سایرین، سقوط آزاد جهان‌شمول است (این قانون همچنین با نام اصل ضعیف هم‌ارزی یا قانون جهانی برابری جرم لختی و جرم غیرفعال گرانشی شناخته می‌شود): مسیر حرکت ذره آزمون در سقوط آزاد تنها به مکان و سرعت اولیه اش بستگی دارد و به هیچ‌یک از ویژگی‌های مادی‌اش وابسته نیست. نسخه‌ای ساده شده از این مفهوم را می‌توان در آزمایش آسانسور انیشتین یافت که در تصویر سمت چپ دیده می‌شود: ناظری که در یک اتاق بسته کوچک قرار گرفته غیرممکن است که تنها با بررسی مسیر سقوط آزاد جسمی مانند یک توپ بتواند بفهمد که آیا محفظه، در حال سکون و در یک میدان گرانشی قرار دارد یا اینکه در فضای آزاد سوار بر موشکی شتاب‌دار است که نیرویی به اندازه گرانش ایجاد می‌کند.
با توجه به جهان‌شمول بودن گرانش، تمایز قابل مشاهده‌ای بین حرکت لخت و حرکت ناشی از نیروی گرانشی وجود ندارد. این موضوع ما را بر آن می‌دارد که کلاس جدیدی از حرکت لخت برای اجسام در حال سقوط آزاد تحت تأثیر نیروی گرانش تعریف کنیم. این کلاس جدید نیز، به نوبه خود، هندسه‌ای از فضا و زمان به زبان ریاضی تعریف می‌کند که عبارت است از حرکت ژئودزیک متناظر با یک اتصال خاص که به گرادیان پتانسیل گرانشی بستگی دارد. در اینجا فضا هنوز هندسه اقلیدسی معمولی دارد. اما فضا–زمان، به‌عنوان یک کل، پیچیده‌تر است. همان‌طور که می‌توان با آزمایش‌های فکری ساده در مورد مسیرهای سقوط آزاد ذرات آزمون مختلف نشان داد، نتیجه جابجایی بردارهای فضازمان که بیانگر سرعت ذره هستند به مسیر ذره بستگی دارد؛ به زبان ریاضی، می‌توان گفت که اتصال نیوتنی انتگرال‌پذیر نیست. از این می‌توان نتیجه گرفت که فضا–زمان خمیده است. نتیجه، یک فرمول‌بندی هندسی از گرانش نیوتنی تنها با استفاده از مفاهیم هموردا است؛ یعنی توصیفی که در هر دستگاه مختصاتی معتبر است. در این توصیف هندسی اثرات کشندی – شتاب نسبی اجسام در سقوط آزاد – با مشتق اتصال مرتبط است که نشان می‌دهد چگونه تغییر شکل هندسی، برآمده از وجود جرم است.

### تعمیم نسبیتی

مخروط نوری

بیان هندسی گرانش نیوتنی هرچند هم که جذاب باشد، اساس آن مکانیک کلاسیک، یعنی تنها حالتی حدی از مکانیک نسبیتی است. به زبان تقارن: در جایی‌که بتوان گرانش را نادیده گرفت فیزیک دارای ناوردایی لورنتز است، مانند نسبیت خاص در مقایسه با مکانیک کلاسیک که دارای ناوردایی گالیله‌ای است (تقارن تعریف‌شده در نسبیت خاص گروه پوانکاره است که انتقال و چرخش را نیز شامل می‌شود). تفاوت این دو هنگامی اهمیت می‌یابد که با سرعت‌های بالا و نزدیک به سرعت نور و پدیده‌های پرانرژی سروکار داریم.
ساختارهای دیگری نیز با تقارن لورنتز به میان می‌آیند. این ساختارها توسط تعدادی مخروط نور تعریف می‌گردند. مخروط‌های نور ساختاری علیتی را تعریف می‌کنند: به ازای هر رویداد A، مجموعه‌ای از رویدادها وجود دارند که می‌توانند از طریق سیگنال‌ها و برهم‌کنش‌هایی که نیاز به سرعت بیشتر از نور ندارند، روی A تأثیر گذاشته یا از آن تأثیر بگیرند (مانند B) و مجموعه رویدادهایی که این نوع برهم‌کنش با A (با سرعت پایین‌تر از سرعت نور) برایشان امکان‌پذیر نیست (مانند C). این مجموعه‌ها مستقل از ناظر هستند.
در ارتباط با جهان‌خط‌های ذرات در حال سقوط آزاد، مخروط‌های نوری را می‌توان برای بازسازی متریک شبه‌ریمانی فضازمان استفاده نمود. به زبان ریاضی این یک ساختار همدیس است.
نسبیت خاص در غیاب گرانش تعریف می‌شود و به همین دلیل در کاربردهایی عملی در مواردی که بتوان گرانش را نادیده گرفت، مدل مناسبی خواهد بود. با ورود گرانش به صحنه و با فرض اصل هم‌ارزی ضعیف، می‌توان استدلالی مانند بخش پیشین ارائه داد: چارچوب مرجع لَخت جهانی وجود ندارد. به جای آن چارچوب‌های تقریباً لختی وجود دارند که در راستای ذرات در حال سقوط آزاد حرکت می‌کنند. به زبان فضازمان: خطوط زمان‌واره مستقیمی که یک چارچوب لخت بدون گرانش را تعریف می‌کنند، تغییر شکل داده و نسبت به یکدیگر خمیدگی پیدا می‌کنند و ما را به سوی این پندار رهنمون می‌سازد که افزودن گرانش نیاز به تغییر در هندسه فضازمان دارد.
از پیش مشخص نیست که این چارچوب‌های جدید در حال سقوط آزاد همان چارچوب‌های مرجعی باشند که نسبیت خاص در آن‌ها حکم‌فرماست. اما با استفاده از پنداشت‌های متفاوت در مورد چارچوب‌های نسبیت خاص می‌توان به پیش‌بینی‌های متفاوتی در مورد پدیده انتقال به سرخ گرانشی، یعنی چگونگی تغییر بسامد نور در میدان گرانشی رسید. اندازه‌گیری‌های واقعی نشان داده‌اند که نور در چارچوب‌های در حال سقوط آزاد نیز مانند چارچوب‌های نسبیت خاص منتشر می‌گردد.
تعمیم این عبارت اصل هم‌ارزی خوانده می‌شود: قوانین نسبیت خاص با تقریب خوبی در چارچوب‌های مرجع در حال سقوط آزاد (غیرچرخان) برقرارند. این اصل یک اصل هدایت‌گر مهم برای گسترش نسبیت خاص با در نظرگرفتن گرانش است.
همین داده‌های تجربی گواهی می‌دهند که زمانی که توسط ساعت‌های قرار گرفته در یک میدان گرانشی اندازه‌گیری می‌شود – اصطلاح تخصصی آن زمان ویژه است –، از قوانین نسبیت خاص پیروی نمی‌کند یا به بیان هندسه فضازمان، با متریک مینکوفسکی قابل اندازه‌گیری نمی‌باشند. همان‌گونه که در مورد مکانیک نیوتنی اتفاق افتاد در اینجا نیز نیازمنده هندسه کلی‌تری هستیم. در مقیاس‌های کوچک، تمام چارچوب‌های مرجع در حال سقوط آزاد هم‌ارز و تقریباً مینکوفسکی وار هستند. متعاقباً ما با تعمیمی خمیده از فضای مینکوفسکی روبه‌رو هستیم. تانسور متریک که هندسه را تعریف می‌کند – به بیان دقیق‌تر چگونگی اندازه‌گیری طول‌ها و زاویه ها–، متریک مینکوفسکی نسبیت خاص نیست؛ بلکه تعمیم یافته آن است که به نام متریک شبه–ریمانی شناخته می‌شود.
همچنین هر متریک ریمانی به‌طور طبیعی با یک نوع خاص اتصال به نام اتصال لوی–چیویتا مرتبط است و این اتصال در واقع اتصالی است که اصل هم‌ارزی را ارضا کرده و فضا را به‌طور محلی، مینکوفسکی وار می‌سازد (یعنی در چارچوب‌های محلی لخت مناسب، متریک، مینکوفسکی وار است و مشتقات جزئی مرتبه اول آن و نیز ضرایب اتصال صفر هستند).

### معادلات میدان اینشتین
با وجود فرمول‌بندی نسخه نسبیتی و هندسی آثار گرانش، پرسش دربارهٔ سرچشمه گرانش همچنان پابرجاست. در گرانش نیوتنی سرچشمه گرانش، جرم است. در نسبیت خاص، جرم پاره‌ای از کمیتی بزرگتر به نام تانسور انرژی–تکانه است که شامل چگالی‌های انرژی و تکانه و تنش (که عبارت است از فشار و برش) می‌شود.
با استفاده از اصل هم‌ارزی می‌توان این تانسور را به فضازمان خمیده تعمیم داد. چنانچه با گرانش هندسی نیوتنی مقایسه کنیم، طبیعی خواهد بود که بپنداریم معادله میدان گرانش، این تانسور را به تانسور ریچی مرتبط سازد. تانسور ریچی رده ویژه‌ای ازاثرات کشندی را توصیف می‌کند: تغییر در حجم ابرهای کوچکی از ذرات آزمون که ابتدا ساکن هستند و سپس سقوط آزاد می‌کنند. در نسبیت خاص پایستگی انرژی–تکانه متناظر با این عبارت است که تانسور انرژی–تکانه بدون واگرایی است. این فرمول را نیز می‌توان با جایگزینی مشتقات پاره‌ای با خَمینه‌های همتایشان یعنی مشتقات هَموَردای هندسه دیفرانسیل، به سادگی به فضازمان خمیده تعمیم داد. با این شرط اضافی – واگرایی هموردای تانسور انرژی–تکانه صفر است و در نتیجه هرآنچه در سوی دیگر معادله است نیز صفر خواهد شد – ساده‌ترین مجموعه معادلات، معادلاتی هستند که به نام معادلات میدان انیشتین خوانده می‌شوند.
{\displaystyle R_{ab}-{\textstyle 1 \over 2}R\,g_{ab}={8\pi G \over c^{4}}T_{ab}.\,}
عبارت سمت چپ تانسور اینشتین است، ترکیب ویژه بدون واگرایی از تانسور ریچی Rab و متریک. به‌طور خاص:
{\displaystyle R=R_{cd}g^{cd}\,}
خمش نرده‌ای است. خود تانسور ریچی نیز با تانسور کلی‌تر خمش ریمان به شکل زیر در ارتباط است.
{\displaystyle \quad R_{ab}={R^{d}}_{adb}.\,}
در سمت راست Tab تانسور انرژی–تکانه است. تمام تانسورها در شکل نمادگذاری نمایه انتزاعی نوشته شده‌اند.
برای اینکه پیش‌بینی‌های نظریه با نتایج تجربی مشاهدات مدارهای سیاره‌ها، سازگار باشند، ثابت تناسب را می‌توان به شکل κ = ۸πG/c⁴ اصلاح نمود که در آن G ثابت گرانش و c سرعت نور است. هرگاه هیچ ماده‌ای موجود نباشد، به گونه‌ای که تانسور انرژی تکانه ناپدید گردد، معادلات خلاء انیشتین به دست می‌آیند:
{\displaystyle R_{ab}=0.\,}
نظریه‌های جایگزینی برای نسبیت عام بر پایه پندارهای یکسان شکل گرفته‌اند. این نظریه‌ها شامل قوانین و محدودیت‌های اضافی‌ای هستند که باعث به‌وجود آمدن شکل‌های دیگری از معادلات میدان می‌شوند. برای نمونه می‌توان به نظریه برانس دیکی، دورهمسانی یا نظریه اینشتین–کارتان اشاره کرد.

## تعریف و کاربردهای پایه‌ای

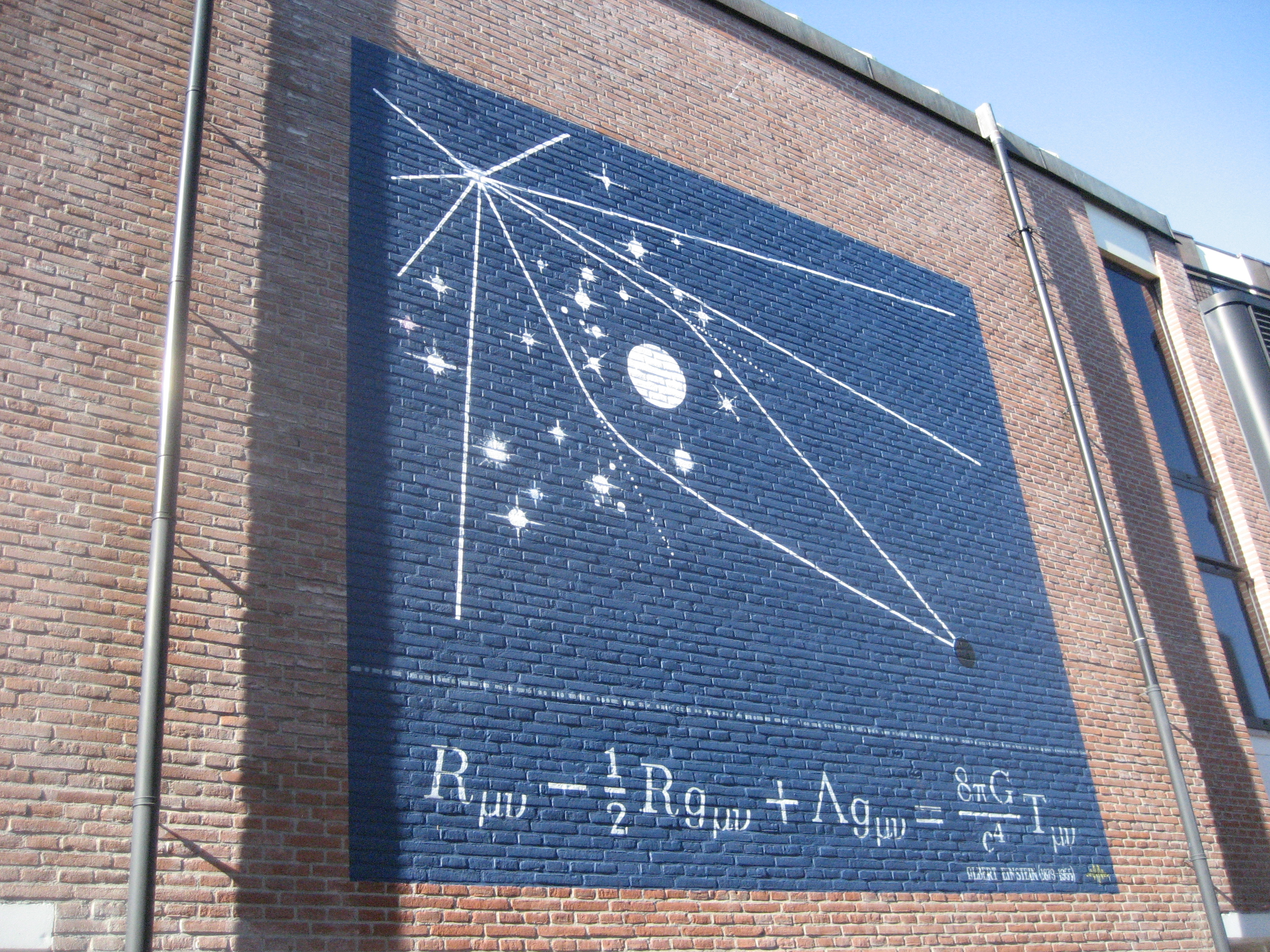
تصویری از انحراف نور توسط یک جرم مداخله گر با توجه به معادلات انیشتین بر روی دیوار موزه تاریخ علوم بورهافه

نتیجه‌گیری‌های بخش قبلی همه اطلاعات لازم برای تعریف و توصیف ویژگی‌های کلیدی نسبیت عام را شامل می‌شود و اکنون می‌توان به سراغ چگونگی استفاده از این نظریه برای مدل‌سازی پدیده‌های فیزیکی رفت.

### تعریف و ویژگی‌های پایه‌ای
نظریهٔ نسبیت، یک نظریه متریک برای گرانش است. در هستهٔ این نظریه معادلات اینشتین قرار می‌گیرند که رابطهٔ بین هندسهٔ یک خَمینهٔ شبه‌ریمانی چهاربعدی به‌عنوان فضازمان و انرژی–تکانه موجود در آن فضازمان را توصیف می‌کنند.
پدیده‌هایی که در مکانیک کلاسیک به عملکرد نیروی گرانش تعبیر می‌شوند (مانند سقوط آزاد، حرکت مداری، مسیر حرکت فضاپیما)، در نسبیت عام به حرکت‌های لخت در هندسه خمیدهٔ فضازمان نسبت داده می‌شوند. در نسبیت عام، گرانش نیرویی نیست که اجسام را از مسیر مستقیم طبیعی‌شان منحرف می‌کند، بلکه تغییری در ویژگی‌های فضا و زمان است که باعث تغییر مستقیم‌ترین مسیرهایی که اجسام به‌طور طبیعی انتخاب می‌کنند می‌شود.
خمش به نوبه خود توسط انرژی–تکانه ماده به‌وجود می‌آید. جان ویلر این موضوع را این گونه بیان می‌کند که فضازمان به ماده می‌گوید که چه‌طور حرکت کند و ماده نیز به فضازمان می‌گوید که چگونه خمیده شود.
با وجود اینکه نسبیت عام، پتانسیل گرانشی نرده‌ای فیزیک کلاسیک را با یک تانسور مرتبه دو جایگزین می‌کند، در برخی شرایط محدودتر، تانسور به میدان نرده‌ای کاهش می‌یابد. برای میدان‌های گرانشی ضعیف و سرعت‌های پایین (نسبت به سرعت نور)، پیش‌بینی‌های این نظریه به پیش‌بینی‌های قانون جهانی گرانش نیوتن همگرا می‌شوند.
از آنجایی‌که نسبیت عام برپایه تانسورها بنا شده‌است، هموردایی عام را به نمایش می‌گذارد: یعنی قوانین آن – و دیگر قوانینی که در چارچوب نسبیت عام فرمول‌بندی می‌شوند – در همه دستگاه‌های مختصات یک شکل خواهند داشت.
علاوه براین، نظریه شامل هیچ ساختار پس زمینه‌ای هندسی ناوردایی نیست، یعنی مستقل از پس زمینه است. از این رو از اصل قوی تری به نام اصل نسبیت عام پیروی می‌نماید؛ این اصل بیان می‌کند که قوانین فیزیکی برای همه ناظرها یکسان هستند. در مورد ساختارهای محلی، همان‌گونه که در اصل هم‌ارزی اشاره شد، فضازمان مینکوفسکی وار است و قوانین فیزیکی دارای ناوردایی محلی لورنتس هستند.

### مدل‌سازی
هدف اصلی در مدل‌سازی با استفاده از نسبیت عام، یافتن پاسخی برای معادلات میدان اینشتین می‌باشد. با داشتن معادلات اینشتین و همچنین معادلات مناسب دیگر برای توصیف ویژگی‌های ماده، پاسخ معادلات یک خمینه شبه ریمانی (که معمولاً با استفاده از یک متریک در یک مختصات خاص تعریف می‌شود) به همراه میدان‌های ماده‌ی خاصی روی آن خمینه خواهد بود. ماده و هندسه باید در معادلات انیشتین صدق کنند، پس به‌طور خاص تانسور انرژی–تکانه باید بدون واگرایی باشد. البته ماده باید در معادلات دیگری که از طریق ویژگی‌هایش تحمیل می‌شوند نیز صدق کند. در مجموع چنین پاسخی برای این معادلات در حقیقت مدلی از جهان را نمایش خواهد داد که نسبیت عام و قوانین محتمل دیگری که بر ماده موجود حاکمند را ارضا می‌نماید.
معادلات اینشتین معادلات دیفرانسیل غیرخطی با مشتقات پاره‌ای هستند و به همین سبب یافتن پاسخ دقیق برای این معادلات دشوار است. با این حال چند پاسخ دقیق برای این معادلات پیدا شده‌است؛ اگر چه که تنها برخی از این پاسخ‌ها کاربرد مستقیم فیزیکی دارند. بهترین پاسخ‌های دقیق کشف شده که از دیدگاه فیزیکی نیز جالب‌ترند، عبارتند از: پاسخ شوارتزشیلد، پاسخ رایسنر–نوردشتروم و متریک کِر که هرکدام با یک نوع خاص سیاه‌چاله در جهانی که تنها شامل این سیاه‌چاله است، در تناظر هستند، و متریک فریدمان–لومتر–رابرتسون–واکر و جهان دو سیتر که هر دو جهان در حال انبساط را توصیف می‌کنند.
پاسخ‌هایی که اهمیت نظری دارند عبارتند از متریک گودل (که احتمال سفر در زمان در فضازمان خمیده را مطرح می‌کند)، پاسخ تاب–نات (مدلی از جهان که همگن است اما همسانگرد نیست) و فضای پاد–دوسیتر (که به تازگی در زمینه حدس مالداسنا مورد توجه قرار گرفته‌است).
به دلیل دشواری یافتن پاسخ‌های دقیق، معادلات میدان اینشتین را اغلب با استفاده از انتگرال‌گیری عددی به کمک رایانه یا با استفاده از روش‌های اختلالی با ایجاد انحرافات کوچک از جواب اصلی حل می‌کنند. در شاخه «نسبیت عددی»، رایانه‌های توانمندی به خدمت گرفته می‌شوند تا معادلات اینشتین را برای شرایط خاصی مثل برخورد سیاه‌چاله‌ها حل کنند.
در اصل، چنین روش‌هایی را با در دست داشتن توان پردازشی کافی می‌توان برای هر سامانه‌ای به‌کار برد و به دنبال پاسخ برای پرسش‌هایی بنیادی همچون تکینگی‌های برهنه بود. جواب‌های تقریبی را همچنین می‌توان از طریق نظریه‌های اختلال یافت، مانند گرانش خطی‌شده
و تعمیم آن، بسط پسانیوتنی که هردو توسط اینشتین به‌وجود آمده‌اند. بسط پسانیوتنی روش حلی سیستماتیک برای فضازمانی ارائه می‌کند که شامل توزیعی از ماده در حال حرکت با سرعتی کم نسبت به سرعت نور می‌باشد. این بسط شامل یک سری از جملات است که جمله اول نماینده گرانش نیوتنی است و جمله‌های بعدی نماینده اصلاحاتی هستند که به واسطه نسبیت عام بر گرانش نیوتنی وارد می‌شوند که مقدارشان در جملات متوالی کاهش می‌یابد.
نسخه گسترش‌یافته این بسط، صورت‌گرایی پسا-نیوتنی پارامتری است که امکان مقایسه کمّی بین پیش‌بینی‌های نسبیت عام و نظریه‌های جایگزین را به‌وجود می‌آورد.

## پیامدهای نظریه اینشتین
نسبیت عام پیامدهای فیزیکی چندی را به دنبال دارد. برخی از آن‌ها مستقیماً از اصول نظریه ناشی می‌شوند در حالیکه سایر آن‌ها تنها در طول نود سال پژوهشی که به دنبال انتشار نخستین نظریه توسط اینشتین آغاز شد، مشخص گشته‌اند.

### اتساع زمان گرانشی و انتقال بسامد
بافرض درستی اصل هم‌ارزی،

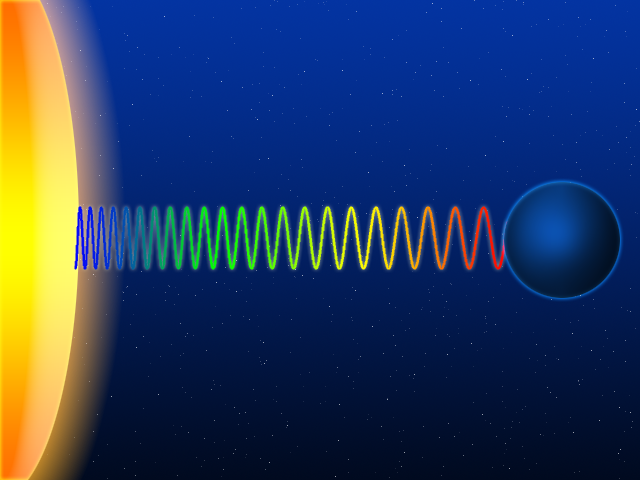
نمایش شماتیک انتقال به سرخ یک موج نور که از سطح یک جسم بسیار پرجرم می‌گریزد.

گرانش بر گذر زمان اثر می‌گذارد. نوری که به درون یک چاه گرانش فرستاده می‌شود، منتقل به آبی می‌گردد. در حالی‌که نوری که در جهت مخالف فرستاده می‌شود؛ یعنی از چاه گرانش بالا می‌آید منتقل به سرخ می‌گردد. این پدیده‌ها را انتقال بسامد گرانشی می‌نامند. به‌طور کلی، فرایندهایی که در نزدیکی یک جسم پرجرم صورت می‌گیرند کندتر از فرایندهایی که در فواصل دورتر قرار دارند پیش می‌روند. این پدیده را اتساع زمان گرانشی می‌گویند.
انتقال به سرخ گرانشی در آزمایشگاه و با بهره‌گیری از مشاهدات اخترفیزیکی اندازه‌گیری شده‌است. اتساع زمان گرانشی در میدان گرانشی زمین دفعات زیادی با بهره‌گیری از ساعت‌های اتمی بررسی شده‌است. و به‌عنوان کاربردی جانبی برای پروژهٔ سامانه موقعیت‌یاب جهانی (GPS) این نتایج پیوسته در حال ارزیابی هستند. آزمونی در میدان گرانشی قوی‌تر را می‌توان با استفاده از مشاهدات تپ‌اخترهای دوتایی انجام داد.
تمام نتایج با نسبیت عام همخوانی دارند اما در سطح دقت کنونی این آزمایش‌ها نمی‌توانند بین نسبیت عام و سایر نظریه‌هایی که در آن‌ها اصل هم‌ارزی معتبر است تمایزی قائل شوند.

### شکست نور و تأخیر زمانی گرانشی

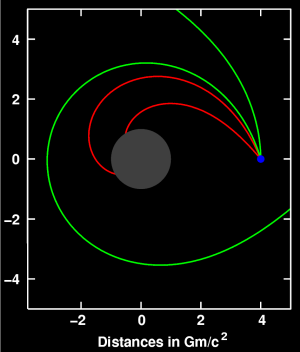
شکست نور (فرستاده شده از مکان آبی رنگ) نزدیک یک جسم فشرده (به رنگ خاکستری)

نسبیت عام پیش‌بینی می‌کند که مسیر نور در میدان گرانشی خم می‌شود. نوری که از نزدیکی یک جسم پرجرم می‌گذرد به سوی آن جسم خمیده می‌شود. این اثر با مشاهده نور ستارگان دور و اختروش‌ها که با گذر از کنار خورشید خمیده می‌شود، تأیید شده‌است.
این پیش‌بینی و پیش‌بینی‌های مرتبط از این واقعیت پیروی می‌کنند که نور مسیری را که به آن نورواره (نور–مانند) یا ژئودزیک پوچ (که تعمیمی بر خطوط مستقیمی در فیزیک کلاسیک هستند که نور در راستای آن‌ها منتشر می‌شود) می‌گویند، دنبال می‌کند. چنان ژئودزیک‌هایی در واقع تعمیم ناوردایی سرعت نور در نسبیت خاص هستند.
چنانچه مدل‌های فضازمان را بررسی کنیم (چه مدل خارجی جواب شوارتزشیلد، چه مدلهایی که بیش از یک جرم دارند مثل بسط پسانیوتنی) آثار متعددی از گرانش بر نور جلوه خواهند نمود. اگرچه می‌توان خمش نور را از تعمیم جهانشمول بودن سقوط آزاد به نور نتیجه گرفت،
زاویه شکستی که از نتیجه چنین محاسباتی به دست می‌آید تنها نیمی از مقداری است که از نسبیت عام به دست می‌آید.
تأخیر زمانی گرانشی (یا تأخیر شاپیرو) ارتباط تنگاتنگی با شکست گرانشی نور دارد. تأخیر زمانی گرانشی به پدیده‌ای اشاره دارد که طی آن گذر نور در یک میدان گرانشی مدت زمان بیشتری از گذر نور در غیاب آن میدان به طول می‌انجامد. آزمون‌های موفق بی‌شماری برای این پیش‌بینی انجام شده‌اند.
در صورت‌گرایی پارامتری پسانیوتنی (PPN)، اندازه‌گیری هر دو پدیده شکست نور و تأخیر زمانی گرانشی پارامتری به نام γ را مشخص می‌سازد، که تأثیر گرانش بر هندسه فضازمان در آن به رمز درآمده‌است.

### امواج گرانشی

حلقه ذرات آزمون تحت تأثیر گرانش

یکی از تشابه‌های متعدد میدان گرانشی ضعیف و میدان الکترومغناطیس این است که همانند امواج الکترومغناطیسی، امواج گرانشی نیز وجود دارند: امواجی در متریک فضازمان که با سرعت نور منتشر می‌شوند.
ساده‌ترین نوع چنین موجی را می‌توان با عمل آن بر روی حلقه‌ای از ذرات که آزادانه شناورند نمایش داد. موج سینوسی که از درون چنین حلقه‌ای به سمت خواننده منتشر می‌شود به صورت ریتمیک حلقه را دچار اعوجاج می‌نماید (شکل سمت چپ را ببینید).
از آنجا که معادلات اینشتین غیرخطی هستند، امواج گرانشی که به اندازه کافی قوی باشند، از اصل برهم‌نهی پیروی نمی‌کند و این باعث دشواری توصیف آن‌ها می‌شود؛ درحالیکه برای میدان‌های ضعیف می‌توان از یک تقریب خطی استفاده نمود. این‌گونه امواج گرانشی خطی شده از دقت کافی برای توصیف امواج گرانشی بسیار ضعیفی را که انتظار می‌رود از رویدادهای کیهانی بسیار دور به ما برسد، برخوردار هستند. در روش‌های تحلیل داده‌های مربوط به این امواج، استفاده‌های فراوانی از این واقعیت می‌شود که می‌توان امواج گرانشی خطی شده را با استفاده از سری فوریه بسط داد.
برخی از پاسخ‌های دقیق معادلات اینشتین امواج گرانشی را بدون هیچ تقریبی توصیف می‌کنند، مثلاً قطار موجی که در فضای خالی سفر می‌کند یا آنچه به نام جهانهای گودی شناخته می‌شود که نسخه‌های مختلفی از یک کیهان در حال انبساط پر شده با امواج گرانشی است. اما برای امواج گرانشی که در موارد مربوط به اخترفیزیک، مانند ادغام دو سیاه‌چاله تولید می‌شوند، تنها راه ساخت مدل‌های مناسب در حال حاضر روشهای عددی
هستند.

### تأثیرات مداری و نسبیت جهت
نسبیت عام و مکانیک کلاسیک در شماری از پیش‌بینی‌هایشان در مورد اجسام در حرکت مداری، با یکدیگر تفاوت دارند. نسبیت عام یک چرخش کلی (حرکت تقدیمی) مدار سیارات، کاهش یافتن مدار در نتیجهٔ منتشر کردن امواج گرانشی و نیز آثار مربوط به نسبیت جهت را در مورد این مدارها پیش‌بینی می‌کند.

## حرکت تقدیمی نقاط حضیض

مدار نیوتنی (قرمز) در مقابل مدار اینشتینی (آبی) یک سیاره تنها که به دور ستاره‌ای می‌گردد

در نسبیت عام، نقطه حضیض هر مدار (یعنی نقطه‌ای که در آن، جسم در حرکت مداری نزدیکترین فاصله را با گرانیگاه سامانه دارد) حرکتی تقدیمی خواهد داشت – همان‌طور که در شکل مشخص است، شکل مدار بیضی نیست بلکه شبیه به بیضی است که روی کانونش می‌چرخد و یک منحنی رز پدیدمی‌آورد –. اینشتین برای نخستین بار این نتیجه را با استفاده از یک متریک تقریبی به‌عنوان نمایندهٔ حد نیوتنی و یک ذره آزمون به‌عنوان جسم در حرکت مداری استنتاج نمود. برای او دانستن این واقعیت که نظریه‌اش توضیح مستقیمی دربارهٔ حرکت تقدیمی حضیض خورشیدی سیاره تیر – که در سال ۱۸۵۹ توسط اوربن لاوریه کشف شده بود – ارائه می‌کند، گواه مهمی بود بر اینکه او شکل درستی از معادلات میدان گرانشی را یافته‌است.
این اثر را می‌توان با استفاده از متریک دقیق شوارتزشیلد (که فضازمان اطراف یک جسم کروی را توصیف می‌کند). یا صورت‌گرایی پسا–نیوتنی نیز استنتاج نمود. این پدیده ناشی از تأثیر گرانش بر هندسه فضا و نقش خود–انرژی در گرانش یک جسم (که نمود آن را در غیرخطی بودن معادلات انیشتین می‌توان دید) می‌باشد.
حرکت تقدیمی نسبیتی برای تمام سیاراتی که می‌توان در آن‌ها به دقت حرکت تقدیمی را اندازه گرفت(تیر، ناهید و زمین)، مشاهده شده‌اند.
حرکت تقدیمی در تپ‌اخترهای دوتایی نیز اندازه‌گیری شده‌است که مقدار آن به اندازه پنج مرتبه بزرگی بیشتر است.

## افت مداری

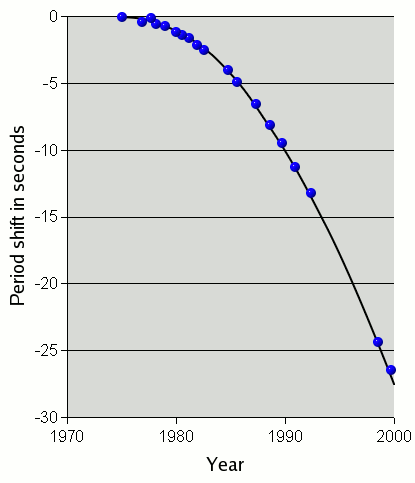
افت مداری برای پی‌اس‌آر بی۱۹۱۳+۱۶: تغییر زمان برحسب ثانیه که در طول سه دهه ردگیری شده‌است.

بنابر نظریه نسبیت عام یک منظومه دوتایی امواج گرانشی منتشر می‌کند و از این رو انرژی از دست خواهد داد. در نتیجه این کاهش انرژی فاصله بین دو جسم در حال چرخش کاهش می‌یابد؛ و بنابراین دوره تناوب چرخش آن‌ها نیز کاهش می‌یابد. در درون منظومه شمسی یا برای جفت ستاره‌های معمولی این اثر آنقدر کوچک است که قابل مشاهده نیست. اما برای یک تپ‌اختر دوتایی که در فاصله نزدیکی قرار دارد، وضعیت این‌گونه نیست. یک تپ‌اختر دوتایی از دو ستاره نوترونی در حرکت مداری هستند تشکیل شده‌است که یکی از آن‌ها تپ‌اختر است. ناظرین روی زمین، سری منظمی از پالس‌های رادیویی از یک تپ‌اختر دریافت می‌کنند که می‌توان از آن‌ها به‌عنوان یک ساعت بسیار دقیق استفاده نمود و بدین وسیله دورهٔ تناوب مداری را اندازه گرفت. از آنجا که ستاره‌های نوترونی بسیار فشرده هستند انرژی قابل توجهی از آن‌ها به‌صورت تابش گرانشی منتشر می‌شود.
اولین مشاهده کاهش در دوره تناوب مداری بر اثر انتشار امواج گرانشی توسط هالس و تیلور، با استفاده از تپ‌اختر دوتایی پی‌اس‌آر بی۱۹۱۳+۱۶ که در سال ۱۹۷۴ کشف کرده بودند، انجام شد. این نخستین آشکارسازی امواج گرانشی بود که البته غیرمستقیم بود. آن‌ها به خاطر این مشاهده در سال ۱۹۹۳ موفق به کسب جایزه نوبل فیزیک شدند.
ازآن زمان به بعد تپ‌اخترهای دوتایی متعددی مانند پی‌اس‌آر جی۰۷۳۷–۳۰۳۹ کشف شده‌اند که در ان هر دو ستاره تپ‌اختر هستند.

## حرکت تقدیمی ژئودتیک و کشش چارچوب
شماری از آثار نسبیتی مستقیماً به نسبیت جهت مربوط می‌شوند.
یکی از آن‌ها حرکت تقدیمی ژئودتیک است: محور جهت یک ژیروسکوپ در حال سقوط آزاد در فضازمان خمیده، وقتی که مثلاً با جهت نور دریافت شده از ستاره‌های دوردست مقایسه می‌شود تغییر می‌کند–حتی با اینکه در اینجا ژیروسکوپ در واقع به‌عنوان نمایندهٔ روشی برای ثابت نگه‌داشتن جهت (انتقال موازی) در نظر گرفته شده‌است.
برای سیستم ماه–زمین، این اثر با کمک محدوده بندی لیزری قمری اندازه‌گیری شده‌است.
به تازگی برای جرم‌های آزمون سوار بر ماهواره حسگر گرانش بی با دقتی بهتر از۰٫۳٪ اندازه‌گیری شده‌است.
در نزدیکی یک جسم چرخنده آثاری که به نام گرانش مغناطیسی یا کشش چارچوب نامیده می‌شوند، وجود دارند. یک ناظر دور خواهد دید که اجسام نزدیک به جرم چرخنده کشیده می‌شوند. این اثر در مورد سیاهچاله‌های چرخان پررنگ‌تر است، زیرا در آن‌ها برای هر جسمی که وارد ناحیه‌ای به نام ارگوسفر می‌شود، چرخش اجتناب‌ناپذیر است. چنین آثاری را می‌توان با تأثیرشان بر جهت‌گیری ژیروسکوپ در حال سقوط، آزمود.
آزمون‌های تاحدودی بحث‌انگیز نیز توسط ماهواره‌های ژئودینامیک لیزری نیز پیش‌بینی‌های نسبیت را تأیید می‌کنند. همچنین کاوش‌های نقشه‌بردار سراسر مریخ در اطراف مریخ نیز مورد استفاده قرارگرفته‌اند.

## کاربردهای اخترفیزیکی

### همگرایی گرانشی

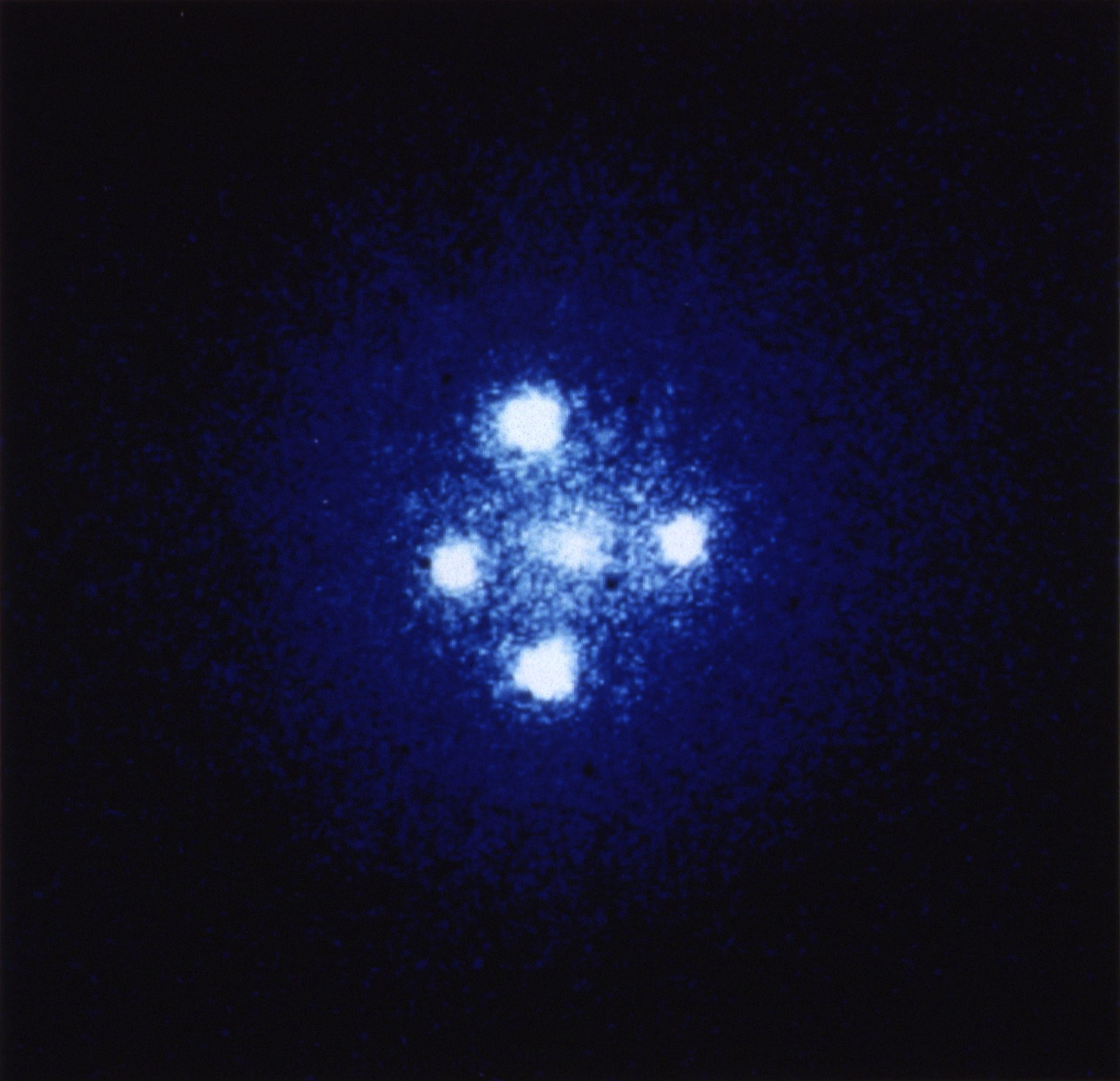
صلیب اینشتین: چهار تصویر از یک جسم نجومی که بر اثر همگرایی گرانشی به‌وجود آمده‌اند.

شکست نور توسط گرانش مسبب رده جدیدی از پدیده‌های اخترفیزیکی است. اگر یک جسم پرجرم بین اخترشناس و یک شی هدف در دوردست با جرم و فاصله نسبی مناسب قرار گیرد، اخترشناس چندین تصویر معوج از آن را می‌بیند. چنین آثاری را همگرایی گرانشی می‌خوانند. بسته به پیکربندی، مقیاس و توزیع جرم، ممکن است دو تصویر یا بیشتر، یک حلقه روشن به نام حلقه اینشتین یا چندین حلقه جزئی به نام کمان دیده شوند.
اولین نمونه همگرایی گرانشی اختروش دوقلو بود که در سال ۱۹۷۹ کشف شد.
از آن پس بیش از صد مورد همگرایی گرانشی مشاهده شده‌است.
حتی اگر تصاویر ایجاد شده آنقدر به هم نزدیک باشند که قابل تشخیص نباشند نیز می‌توان این تأثیر را اندازه گرفت، مثلاً روشن شدن کلی جسم دور؛ چندین نمونه از این ریزهمگرایی‌های گرانشی نیز مشاهده شده‌اند.
همگرایی گرانشی به صورت ابزاری برای ستاره‌شناسی رصدی درآمده‌است. از همگرایی گرانشی در آشکارسازی حضور و توزیع ماده تاریک، به‌عنوان «تلسکوپ طبیعی» برای مشاهدهٔ کهکشان‌های دور و به‌دست‌آوردن تخمین مستقلی از ثابت هابل استفاده می‌کنند. ارزیابی آماری داده‌های همگرایی، بینش‌های ارزشمندی در مورد تکامل ساختاری کهکشانها عرضه می‌دارد.

### اخترشناسی امواج گرانشی

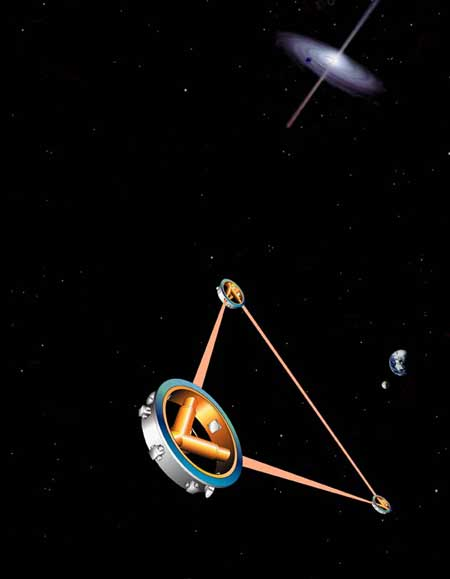
تصویر هنری از آشکارساز موج گرانشی فضایی لیسا

مشاهدات تپ‌اخترهای دوتایی شواهد غیرمستقیم محکمی برای وجود امواج گرانشی به دست می‌دهند. مشاهدهٔ مستقیم امواج گرانشی یکی از اهداف اصلی پژوهش‌های نسبیتی کنونی است. تعداد زیادی از آشکارسازهای موج گرانشی واقع بر روی زمین، هم‌اکنون در حال کار هستند که مهم‌ترین آن‌ها آشکارسازهای تداخل سنجی ژئو۶۰۰، لیگو (۳ آشکارساز)، تاما ۳۰۰ و ویرگو هستند.
آرایه‌های زمان‌سنجی تپ‌اختر مختلفی با بهره‌گیری از تپ‌اخترهای میلی‌ثانیه‌ای برای آشکارسازی امواج گرانشی در طیف −۹۱۰ تا ۱۰−۶ هرتز (که از سیاهچاله‌های پرجرم دوتایی سرچشمه می‌گیرند) ساخته شده‌اند. آشکارساز فضایی اروپایی، الیسا / ان جی اُ هم‌اکنون در حال ساخت است و یک مأموریت آزمایشی (رهیاب لیسا) برای این پروژه نیز قرار است در سال ۲۰۱۵ به فضا پرتاب شود.

## مشاهدهٔ امواج گرانشی در سال ۲۰۱۶
در ۱۱ فوریه ۲۰۱۶ پژوهشگران در LIGO موفق به مشاهده مستقیم امواج گرانشی برای نخستین بار شدند. موج مشاهده شده ناشی از ترکیب دو سیاه‌چاله با جرم‌های تقریبی ۳۶ و ۲۹ برابر جرم خورشید، و در فاصلهٔ تقریبی ۴۱۰ مگاپارسک (حدود ۱/۳ میلیارد سال نوری) از زمین بود. موج گرانشی ناشی از تبدیل جرمی معادل با سه برابر جرم خورشید به انرژی در هنگام ترکیب دو سیاه‌چاله با یکدیگر بود. این اولین مشاهده از ترکیب دو سیاه‌چاله با یکدیگر نیز به حساب می‌آید.
مشاهدات امواج گرانشی نویدبخش تکمیل مشاهدات مربوط به طیف الکترومغناطیسی هستند. انتظار می‌رود این مشاهدات بتوانند در مورد سیاهچاله‌ها و سایر اجسام چگال مانند ستاره‌های نوترونی و کوتوله‌های سفید، انواع خاصی از انفجارهای اَبَرنواختری و همچنین فرایندهایی در جهان بسیار جوان اولیه مانند امضاهای انواع خاصی از رشته‌های کیهانی فرضی، اطلاعاتی به ما بدهند.

### سیاهچاله‌ها و سایر اجسام پرجرم
هرگاه نسبت جرم یک جسم به شعاعش به اندازه کافی بزرگ شود، بنا بر پیش‌بینی نسبیت عام، یک سیاهچاله تشکیل می‌شود. منطقه‌ای از فضا که هیچ چیز، حتی نور نمی‌تواند ازآن بگریزد. در مدل‌های پذیرفته‌شدهٔ کنونی تکامل ستارگان، گمان می‌رود که حالت پایانی تکامل ستارگان بزرگ، ستاره‌های نوترونی با جرمی در حدود ۱٫۴ جرم خورشیدی یا سیاهچاله‌های ستاره‌ای با جرمی بین چند تا چند دوجین جرم خورشیدی هستند.
معمولاً هر کهکشان در مرکز خود یک سیاهچاله پرجرم با جرمی از چند میلیون تا چند میلیارد جرم خورشیدی دارد و گمان می‌رود که حضور آن‌ها نقش مهمی در شکل‌گیری کهکشان‌ها و ساختارهای کیهانی بزرگ‌تر داشته‌است.

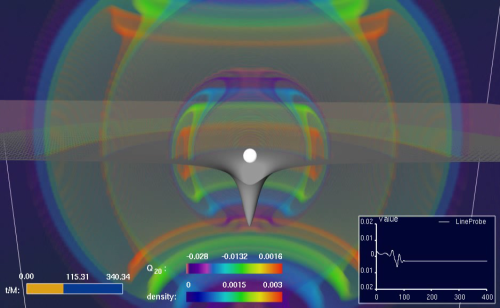
شبیه‌سازی برپایه معادلات نسبیت عام: یک ستاره در حالی که امواج گرانشی منتشر می‌کند فرو می‌ریزد (رمبش گرانشی) و به سیاهچاله تبدیل می‌شود

از دید اخترشناسی مهم‌ترین ویژگی اجسام فشرده این است که مکانیزم بسیار کارایی برای تبدیل انرژی گرانشی به تابش الکترومغناطیسی ارائه می‌دهند. گمان می‌رود که برافزایش ماده، یعنی افتادن غبار یا مواد گازی به درون سیاهچاله‌های ستاره‌ای یا سیاهچاله‌های پرجرم؛ مسبب پیدایش اجسام فوق‌العاده درخشنده نجومی مانند هسته‌های کهکشانی فعال در مقیاس کهکشانی و اجسام در مقیاس ستاره‌ای مانند ریزاختروش‌ها، هستند.
به‌طور خاص، برافزایش ماده می‌تواند منجر به پیدایش پدیده فواره‌های نسبیتی شود؛ پرتوهای بسیار پرانرژی از ذرات با سرعت‌هایی تقریباً برابر با سرعت نور به فضا پرتاب می‌شوند.
نسبیت عام نقشی محوری در مدلسازی این پدیده‌ها دارد و مشاهدات تجربی نیز مدارک مستحکمی برای وجود سیاهچاله‌ها با خصوصیات پیش‌بینی شده در نسبیت عام، ارائه می‌کنند.
سیاهچاله‌ها یکی از اهدافی هستند که در کنکاش برای آشکارسازی امواج گرانشی مورد جستجو قرار می‌گیرند. ادغام سیاهچاله‌های دوتایی می‌بایست منجر به تولید امواج گرانشی بسیار قوی شود که توسط آشکارسازها در زمین قابل دریافت باشند و از فازی که دقیقاً پیش از ادغام رخ می‌دهد نیز می‌توان به‌عنوان یک شمع استاندارد استفاده نمود تا فاصله با محل رویداد ادغام به‌دست آید و بدین ترتیب می‌توان انبساط کیهانی را در فواصل بزرگ سنجید. امواج گرانشی تولید شده در هنگام فرورفتن یک سیاهچاله ستاره‌ای در یک سیاهچالهٔ پرجرم، می‌توانند اطلاعات مستقیمی دربارهٔ هندسهٔ سیاهچاله‌های پرجرم ارائه دهند.

### کیهان‌شناسی

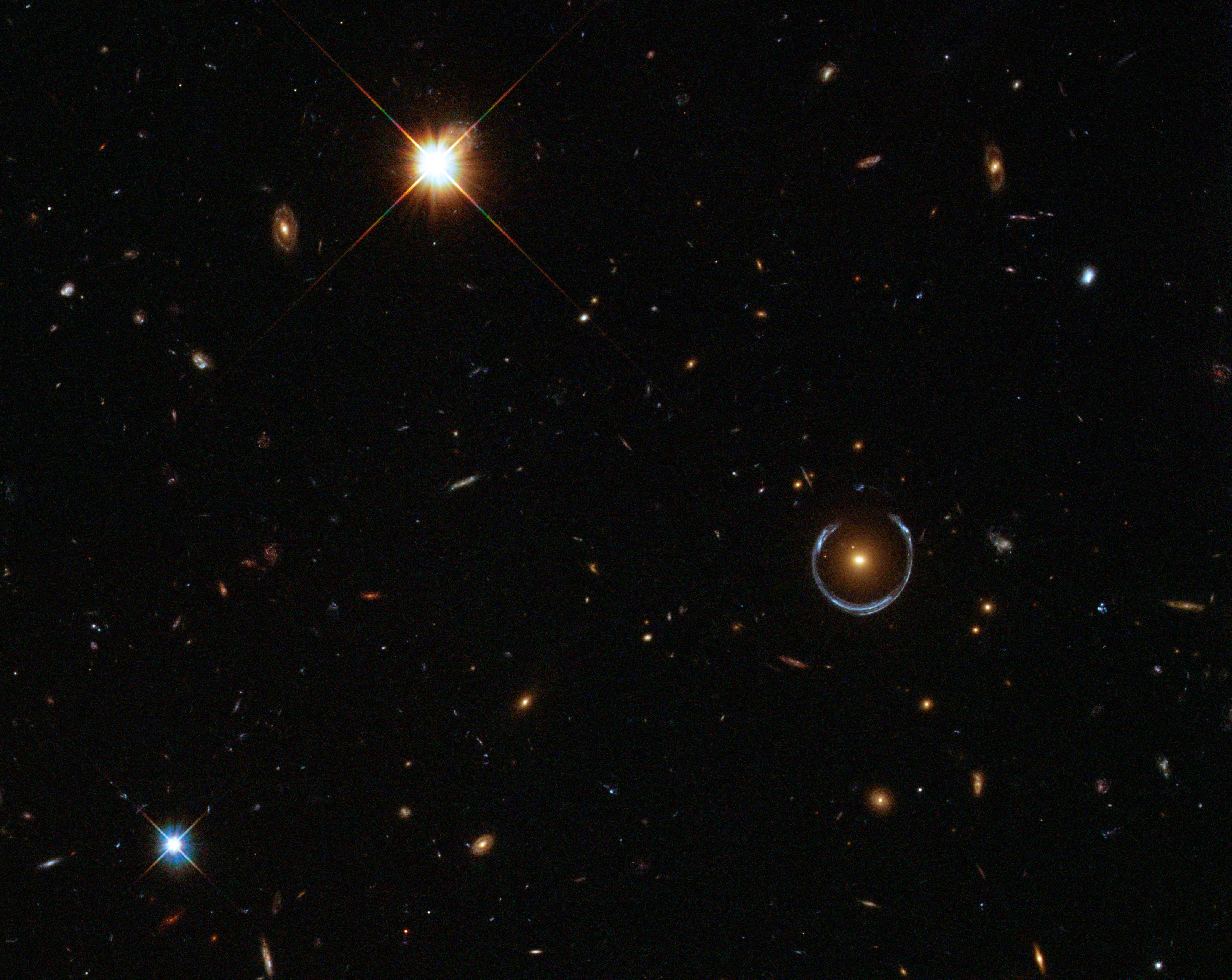
این نعل اسب آبی رنگ، یک کهکشان دور است که توسط کشش گرانشی بسیار قوی کهکشان قرمز درخشان زمینه بزرگ‌نمایی شده و به صورت یک حلقه تقریباً کامل درآمده‌است.

مدل‌های کنونی کیهان‌شناسی برپایهٔ آن دسته از معادلات میدان اینشتین که شامل ثابت کیهانی Λ هستند، بنا می‌شوند؛ زیرا ثابت کیهانی اثر مهمی در دینامیک بزرگ‌مقیاس کیهان دارد.
{\displaystyle R_{ab}-{\textstyle 1 \over 2}R\,g_{ab}+\Lambda \ g_{ab}=\kappa \,T_{ab}}
که در آن gab متریک فضازمان است.
پاسخ‌های همگن و همسانگرد این معادلات بهبودیافته (متریک فریدمان–لومتر–رابرتسون–واکر) به فیزیکدان‌ها اجازه می‌دهد که جهانی را مدل کنند که در طول ۱۴ میلیارد سال گذشته از یک حالت بسیار داغ و چگال اولیه طی مرحله مهبانگ پدید آمده و تکامل یافته‌است.
هرگاه اندکی از پارامترها را (مثلاً میانگین چگالی ماده در جهان) با استفاده از داده‌های مشاهدات اخترشناسی
ثابت نگه داریم، می‌توان از دیگر داده‌های مشاهداتی برای آزمودن مدل‌ها بهره بجوییم.
پیش‌بینی‌هایی که همه درست از آب درآمده‌اند عبارتند از: فراوانی اولیه عناصر شیمیایی که در جریان هسته زایی نخستین به‌وجود آمده‌اند، ساختار بزرگ‌مقیاس جهان و وجود ویژگی‌های یک «اکوی گرمایی» از کیهان اولیه به نام تابش زمینه کیهانی.
مشاهدات نجومی مربوط به نرخ انبساط کیهانی اجازه می‌دهند که کل مقدار ماده موجود در جهان را به دست آوریم، البته ماهیت این ماده تا حدودی اسرارآمیز است. به نظر می‌رسد که در حدود ۹۰٪ از کل ماده، از آنچه ماده تاریک خوانده می‌شود تشکیل شده‌است که جرم (یا هم ارز آن، تأثیر گرانشی) دارد اما برهمکنش الکترومغناطیسی ندارد و از این روی نمی‌توان آن را مستقیماً مشاهده نمود. در چارچوب فیزیک ذرات یا هرشاخه دیگری، هیچ توصیفی از این نوع جدید ماده که مورد پذیرش عموم باشد، وجود ندارد.
علاوه بر این، شواهد تجربی از انتقال به سرخ‌های ابرنواخترهای دوردست و اندازه‌گیری‌های تابش زمینه کیهانی نشان می‌دهند که تکامل جهان ما به میزان قابل توجهی متأثر از یک ثابت کیهانی است که باعث شتاب‌دار بودن انبساط کیهان می‌شود. ویا به‌طور معادل می‌توان گفت که تکامل جهان متأثر از شکلی از انرژی با معادله حالت غیرمعمول به نام انرژی تاریک است که ماهیت آن نامعلوم است.
در سال ۱۹۸۰ فرضیه‌ای به نام تورم کیهانی مطرح گردید که یک دوره انبساط بسیار پرشتاب در زمان کیهانی حدود {\displaystyle 10^{-33}} ثانیه را برای جهان در نظر می‌گرفت. این فرضیه به این دلیل ارائه شد که توجیه‌کننده بسیاری از مشاهدات گیج‌کننده‌ای باشد که توسط مدل‌های کیهان‌شناسی کلاسیک قابل توضیح نبودند؛ مانند همگنی کامل تابش زمینه کیهانی. اندازه‌گیری‌های جدید تابش زمینه کیهانی اولین مدرک برای این سناریو است. هرچند که تعداد بسیار متنوعی از سناریوهای تورمی ممکن موجود است که نمی‌توان بر مبنای مشاهدات کنونی آن‌ها را محدود نمود. فیزیک جهان اولیه پیش از فاز تورمی و نزدیک به زمانی که بنا بر پیش‌بینی‌های مدل‌های کلاسیک، در آن با تکینگی گرانشی مهبانگ روبه رو می‌شویم، خود پرسش بزرگتری است. یافتن یک جواب قطعی در گرو وجود یک نظریه کامل گرانش کوانتومی است که هنوز ایجاد نشده‌است.

## مفاهیم پیشرفته

### ساختار سببی و هندسه سراسری

دیاگرام پنروز–کارتر جهان مینکوفسکی بی‌نهایت.

در نسبیت عام هیچ جسم مادی نمی‌تواند به سرعت نور برسد یا از آن پیشی بگیرد. از طرفی هیچ تأثیری از رویداد A نمی‌تواند به هیچ مکان X دیگری برسد، مگر آنکه قبلاً نوری از A به X رفته باشد. در نتیجه این امر، بررسی جهان‌خط‌های نور (ژئودزیک‌های پوچ) اطلاعات کلیدی را در مورد ساختار سببی فضازمان در اختیارمان قرار می‌دهد. این ساختار را با نمودارهای پنروز–کارتر نمایش می‌دهند که در آن نواحی بینهایت بزرگ و بازه‌های زمانی بینهایت فشرده می‌شوند تا در یک نقشه متناهی جای گیرند. اما نور همانند نمودارهای استاندارد فضازمان، در راستای قطرها حرکت می‌کند.
با آگاهی از اهمیت ساختار سببی، راجر پنروز و دیگران آنچه را که امروز هندسه سراسری خوانده می‌شود بنا نهادند. در هندسه سراسری موضوع مطالعه یک پاسخ یا خانواده‌ای از پاسخ‌ها برای معادلات اینشتین نیست بلکه یافتن روابطی است که برای تمام ژئودزیک‌ها صادق اند، مانند معادله ریچادوری؛ و فرضیات غیر مشخص اضافی دربارهٔ ماهیت ماده (معمولاً در شکل آنچه شرایط انرژی خوانده می‌شود) برای تولید نتایج مورد استفاده قرار می‌گیرند.

### افق‌ها
با استفاده از هندسه سراسری می‌توان نشان داد که برخی از فضازمان‌ها شامل افق هستند که یک ناحیه را از بقیه فضازمان جدا می‌کند. بهترین مثال شناخته شده سیاهچاله‌ها هستند: اگر جرم در ناحیه‌ای از فضا به اندازه کافی فشرده شود (آن گونه که در حدس حلقه مشخص شده‌است، مقیاس طول مرتبط، شعاع شوارتزشیلد است) هیچ نوری از داخل نمی‌تواند به بیرون بگریزد و چون هیچ جسمی نمی‌تواند از یک پالس نوری سبقت بگیرد تمام ماده داخل افق نیز در آن محبوس‌اند. گذر از بیرون به درون هنوز امکانپذیر است که نشان می‌دهد افق سیاهچاله یک مانع فیزیکی نیست.

کارکره یک سیاهچاله چرخان

مطالعات اولیه در زمینه سیاهچاله‌ها بر پاسخهای کامل معادلات اینشتین تکیه داشتند. مثلاً می‌توان به پاسخ متقارن کروی شوارتزشیلد (برای توصیف یک سیاهچاله ایستا) و پاسخ متقارن محوری کر (برای توصیف سیاهچاله‌های ثابت چرخان و معرفی ویژگی‌های جالبی مانند کارکره) اشاره نمود. مطالعات بعدی با بهره‌گیری از هندسه سراسری، ویژگی‌های عمومی تری از سیاهچاله‌ها را آشکار ساخت. در دراز مدت آن‌ها اجسام نسبتاً ساده‌ای هستند که می‌توان آن‌ها را با یازده پارامتر که مشخص‌کننده انرژی، تکانه خطی، تکانه زاویه‌ای، مکان در زمان مشخص شده و بار الکتریکی هستند تعریف می‌گردند. نظریه بدون مو بیان می‌کند که «سیاهچاله‌ها مو ندارند»، این عبارت کنایه از این دارد که یک سیاهچاله هیچ علامت مشخصه‌ای مانند مدل مو در انسان ندارد. با وجود پیچیدگی رمبش گرانشی یک جسم که منجر به تشکیل سیاهچاله می‌شود، سیاهچاله ایجاد شده جسم بسیار ساده‌ای است.
مجموعه عمومی از قوانین به نام مکانیک سیاهچاله‌ها موجودند که مشابه قوانین ترمودینامیک هستند. مثلاً بنا بر قانون دوم مکانیک سیاهچاله‌ها، مساحت افق رویداد هرگز با زمان کاهش نمی‌یابد که قابل مقایسه با آنتروپی یک سیستم ترمودینامیکی است. این موضوع میزان انرژی را که می‌توان با روش‌های کلاسیک از یک سیاهچاله چرخان استخراج نمود (مثلاً از راه فرایند پنروز) محدود می‌سازد.
شواهد قوی در دسترس است که قوانین مکانیک سیاهچاله‌ها در حقیقت زیرمجموعه‌ای از قوانین ترمودینامیک هستند و مساحت سیاهچاله با آنتروپی اش مرتبط است. این منجر به تغییراتی در قوانین اصلی مکانیک سیاهچاله‌ها می‌شود: مثلاً چنان‌که قانون دوم مکانیک سیاهچاله‌ها بخشی از قانون دوم ترمودینامیک می‌شود، مساحت سیاهچاله می‌تواند کاهش یابد به شرط آنکه فرایندهای دیگری اطمینان حاصل کنند که آنتروپی کل افزایش می‌یابد. مانند تمام اجسام ترمودینامیکی که دمای غیر صفر دارند، سیاهچاله‌ها نیز باید تابش گرمایی داشته باشند. محاسبات نیمه‌کلاسیک نشان می‌دهند که در حقیقت سیاهچاله‌ها تابش دارند و گرانش سطحی نقش دما را در قانون پلانک به عهده دارد. این تابش را به نام تابش هاوکینگ می‌خوانند.
انواع دیگری از افق‌ها نیز موجودند. در یک جهان در حال انبساط یک ناظر ممکن است نواحی از گذشته را غیرقابل مشاهده بیابد ("افق ذره")، و همچنین بعضی از نواحی آینده را نیز نمی‌توان تحت تأثیر قرارداد (افق رویداد) حتی در فضای تخت مینکوفسکی، وقتی که از دید ناظر شتابداری توصیف شود (فضای ریندلر)، افقهایی وجود خواهند داشت که با یک تابش نیمه‌کلاسیک به نام تابش اونروه
مرتبط‌اند.

### تکینگی‌ها
یکی از ویژگی‌های عمومی نسبیت عام پیدایش مرزهایی در فضازمان به نام تکینگی است. فضازمان را می‌توان با دنبال کردن ژئودزیک‌های زمان‌واره و نورواره اکتشاف کرد– تمام مسیرهای ممکن که نور و ذرات در سقوط آزاد می‌توانند بپیمایند. اما برخی از پاسخهای معادلات اینشتین "لبه‌های پاره‌پاره" دارند – نواحی‌ای که به نام تکینگی‌های فضازمان شناخته می‌شوند و در آن‌ها مسیرهای نور و ذرات در حال سقوط به‌طور ناگهانی به پایان می‌رسد و هندسه تعریف نشده‌است. در موارد جالبتر این تکینگی‌ها، "تکینگی‌های خمش" هستند که در آن‌ها کمیتهای هندسی که ویژگی‌های خمش فضازمان را توصیف می‌کنند (مانند کمیت نرده‌ای ریچی) مقدار بی‌نهایت می‌گیرند.
مثال‌های شناخته شده از فضازمان‌های دارای تکینگی آینده – که در آن جهان‌خط‌ها به پایان می‌رسند – عبارتند از پاسخ شوارتزشیلد که یک تکینگی را در درون یک سیاهچاله ایستا توصیف می‌کند، یا پاسخ کِر که یک تکینگی حلقوی را در درون یک سیاهچاله چرخان توصیف می‌کند.
پاسخ فریدمان–لومتر–رابرتسون–واکر و سایر فضازمان‌هایی که جهان‌ها را توصیف می‌کنند، تکینگی‌های گذشته دارند که در آن‌ها جهان‌خط‌ها آغاز می‌شوند مانند تکینگی مه بانگ. برخی تکینگی‌های آینده نیز دارند (مانند مه‌رمب).
با دانستن اینکه این مثال‌ها همه بسیار متقارن هستند کاملاً وسوسه‌برانگیز است که نتیجه بگیریم که تکینگی مصنوع ایدئال گرایی است، اما نظریه‌های مشهور تکینگی که با استفاده از روش‌های هندسه سراسری ثابت می‌شوند نظر دیگری دارند: تکینگی‌ها ویژگی عمومی نسبیت عام هستند و در مواردی که رمبش اجسام با ویژگی‌های مادی واقعی از حدی فراتر رود
و یا در ابتدای بسیاری از جهان‌های در حال انبساط اجتناب‌ناپذیر هستند. اما این نظریه‌ها چیز زیادی در مورد ویژگی تکینگی‌ها بیان نمی‌کنند و بسیاری از پژوهش‌های کنونی به مشخص کردن ساختار عمومی تکینگی‌ها اختصاص یافته‌است (مانند فرضیه تکینگی بی کی ال)
فرضیه سانسور کیهانی بیان می‌کند که تکینگی‌های آینده پشت یک افق پنهان شده‌اند و از دیدرس ناظر دوردست مخفی هستند. در حالی‌که هیچ اثبات رسمی برای آن اعلام نشده‌است شبیه‌سازی‌های عددی پیشنهاد بر درستی آن می‌دهند.

### معادلات تکامل
هر پاسخ به معادلات اینشتین دربرگیرنده تاریخ کامل یک جهان است و حالت ماده و هندسه را در هر جایی و هر زمانی در آن جهان توصیف می‌کند. نظریه اینشتین به دلیل هموردایی عام آن، به تنهایی برای مشخص کردن تکامل زمانی تانسور متریک کافی نیست بلکه باید با یک شرط مختصات (که قابل مقایسه با تثبیت پیمانه در سایر نظریه‌های میدان است) ترکیب شود.
برای کمک در فهمیدن معادلات اینشتین به‌عنوان معادلات دیفرانسیل پاره‌های می‌توان آن‌ها را به گونه‌ای فرمول‌بندی کرد که تکامل جهان در طول زمان را نشان دهند. این کار را به روش فرمول‌بندی که به نام "۳+۱" شناخته می‌شود انجام می‌دهند که در آن سه بُعد فضا و یک بُعد زمان وجود دارد. بهترین مثال شناخته‌شده صورت‌گرایی ای دی ام است.
این تجزیه‌ها نشان می‌دهد که معادلات تکامل فضازمان در نسبیت عام به درستی رفتار می‌کنند: پاسخ‌ها همواره موجودند و اگر شرایط اولیه مشخص شوند به گونه منحصربه فردی تعریف می‌شوند.
این‌طور فرمول‌بندی‌های معادلات اینشتین اساس نسبیت عددی را تشکیل می‌دهند.

### کمیت‌های شبه محلی و سراسری
مفهوم معادلات تکامل با یکی دیگر از جنبه‌های نسبیت عام گره خورده است. در نظریه اینشتین مشخص می‌گردد که غیرممکن است که بتوان یک تعریف عمومی برای ویژگی ظاهراً ساده‌ای مانند جرم (انرژی) کل یک سیستم ارائه داد. دلیل این امر آن است که میدان گرانشی – مانند هر میدان فیزیکی دیگری– باید به یک انرژی خاص نسبت داده شود اما ثابت شده که اساساً غیرممکن است که بتوان آن انرژی را محلی کرد.
با این وجود هنوز راه‌هایی برای تعریف جرم کل یک سیستم وجود دارد، مثلاً از طریق یک ناظر فرضی بی‌نهایت دور (جرم ای دی ام) یا از طریق تقارن‌های مناسب (جرم کُمار).
اگر انرژی که از طریق امواج گرانشی به بی‌نهایت منتقل می‌شود را از جرم کل سیستم کم کنیم، حاصل آن جرم بوندی در بی‌نهایت پوچ نامیده می‌شود.
همانند فیزیک کلاسیک می‌توان نشان داد که این جرم‌ها مثبت هستند.
تعاریف عمومی متناظری نیز برای تکانه و تکانه زاویه‌ای وجود دارند.
همچنین تلاش‌هایی در زمینه تعریف کمیتهای شبه محلی صورت گرفته‌است، مثلاً جرم یک سیستم منزوی، تنها با استفاده از کمیتهایی که در یک ناحیه متناهی از فضای دربرگیرنده آن سیستم تعریف می‌شود، فرمول‌بندی می‌گردد. امید آن می‌رود که کمیتی به دست آید که برای بیان گزاره‌های عمومی در مورد سیستم‌های منزوی سودمند باشد، مانند یک فرمول‌بندی دقیقتر برای حدس حلقه

## رابطه با نظریهٔ کوانتومی
اگر نسبیت عام را به‌عنوان یکی از دو ستون فیزیک نوین بدانیم، ستون دیگر نظریه کوانتومی است که پایهٔ فهمیدن ماده، از ذرات بنیادی تا فیزیک جامدات است.
اما اینکه چگونه می‌توان مفاهیم فیزیک کوانتومی را با نسبیت عام سازش داد، پرسشی است که هنوز بی پاسخ مانده‌است.

### نظریه میدان کوانتومی در فضازمان خمیده
نظریه‌های میدان‌های کوانتومی معمولی، که پایه فیزیک ذرات بنیادی مدرن را تشکیل می‌دهند همگی در فضای تخت مینکوفسکی تعریف می‌شوند که تقریب بسیار مناسبی برای موردی است که بخواهیم رفتار ذرات میکروسکوپی را در میدان‌های گرانش ضعیف مانند میدان‌های موجود در روی زمین مطالعه کنیم.
برای توصیف شرایطی که در آن گرانش به اندازه‌ای نیرومند هست که بر ماده تأثیر داشته باشد اما نه تا اندازه‌ای که خود نیاز به کوانتایی‌سازی داشته باشد، فیزیکدانان نظریه‌های میدان کوانتومی برای فضازمان خمیده را پیشنهاد داده‌اند. این نظریه‌ها با بهره‌گیری از نسبیت عام، یک فضای پس زمینه خمیده را توصیف می‌کنند و نظریه میدان کوانتومی تعمیم یافته‌ای را تعریف می‌کنند که رفتار ماده کوانتومی را در آن فضازمان بررسی می‌کند.
با بهره‌گیری از این صورت‌گرایی می‌توان نشان داد که سیاهچاله‌ها یک طیف جسم سیاه از ذرات منتشر می‌کنند که تابش هاوکینگ نامیده می‌شود و به تبخیر سیاهچاله در گذر زمان می‌انجامد.
همان‌طور که به اختصار در بالا اشاره شد، این تبخیر نقش مهمی در ترمودینامیک سیاهچاله‌ها بازی می‌کند.

### گرانش کوانتومی
نیاز به سازگاری بین یک توصیف کوانتومی از ماده و یک توصیف هندسی از فضا، و همچنین بروز تکینگی‌ها (در جاهایی که مقیاس طول خمش میکروسکوپیک می‌شود)، از جمله دلایل نیاز به وجود یک نظریه کامل گرانش کوانتومی هستند: برای توضیح کافی در مورد ساختار داخلی سیاه‌چاله‌ها و جهان بسیار جوان نخستین، یک نظریه مورد نیاز است که در آن گرانش و هندسه فضازمان مرتبط با آن به زبان فیزیک کوانتومی بیان گردند.
با وجود تلاش‌های فراوان، هنوز هیچ نظریه کامل و سازگاری برای گرانش کوانتومی به دست نیامده است. اگرچه چند نامزد بالقوه برای چنین نظریه‌ای موجود است.

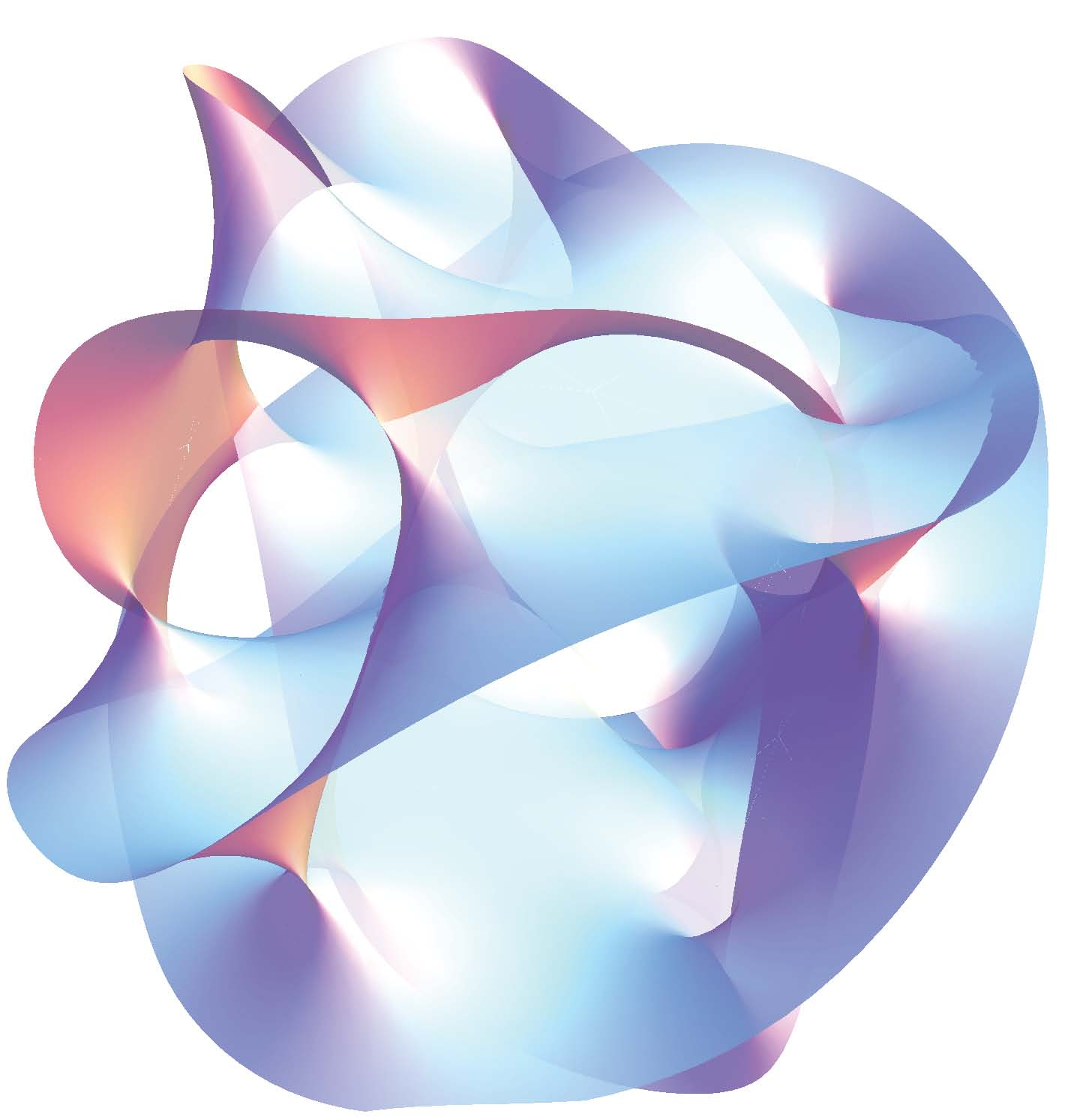
تصویرسازی از یک خمینه کالابی–یائو، یکی از راه‌های فشرده‌سازی ابعاد اضافی که توسط نظریه ریسمان عرضه می‌شود.

تلاش‌ها برای تعمیم نظریه‌های میدان کوانتومی معمولی – که برای توصیف برهمکنش‌های بنیادی در فیزیک بنیادی کاربرد دارند –، از طریق گنجاندن گرانش در این نظریه‌ها با مشکلات جدی روبه رو شده‌اند. در انرژی‌های پایین این دیدگاه موفق است و این نظریه‌ها در این شرایط نظریه‌های میدانی مؤثری برای گرانش هستند.
اما در انرژی‌های بالا نتایج دست‌یافته، مدل‌هایی هستند که فاقد هرگونه قدرت پیش‌بینی می‌باشند("غیرقابل بازبه‌هنجارسازی").

گونه‌ای از شبکه اسپین ساده که در گرانش کوانتومی حلقه استفاده می‌شود.

یکی از تلاش‌ها برای غلبه بر این محدودیت‌ها نظریه ریسمان است، یک نظریه کوانتومی که دربارهٔ ذرات نقطه‌ای نیست بلکه از اجسام یک بعدی دراز بسیار ریز سخن می‌گوید.
این نظریه نوید آن را می‌دهد که می‌تواند یک توصیف یکپارچه برای همه ذرات و برهمکنش‌ها (از جمله گرانش) باشد.
بهایی که باید در این راه پرداخت شود، پذیرش ویژگی‌های غیرمعمولی مانند شش بعد اضافی برای فضا در کنار سه بعد موجود است. درخلال دوران انقلاب دوم اَبَرریسمان گمان برآن رفت که نظریه ریسمان و یک نظریه دربارهٔ یکپارچه‌سازی نسبیت عام و اَبَرتقارن به نام اَبَرگرانش، هردو بخشی از یک مدل پیشنهادی یازده–بعدی به نام نظریه اِم هستند که سرانجام یک نظریه سازگار و از نظر تعریفی یکتا از گرانش کوانتومی را ارائه خواهد داد.
دیدگاه دیگری نیز وجود دارد که از روش‌های کوانتیزه کردن کانونیک نظریه کوانتومی آغاز می‌شود. با استفاده از فرمول‌بندی مقدار اولیه نسبیت عام (به معادلات تکامل در بالا مراجعه کنید) معادله ویلر–دوگانگی (نظیر معادله شرودینگر) حاصل می‌شود که متأسفانه مشخص شده که به درستی تعریف نشده‌است. اما با معرفی آنچه امروز به نام متغیر اَشتِکار شناخته می‌شود، این معادله به مدلی نویدبخش به نام گرانش کوانتومی حلقه منجر می‌شود. فضا با ساختاری تارعنکبوت مانند به نام شبکه اسپین نمایش داده می‌شود که در گام‌های گسسته با گذر زمان تکامل می‌یابد.
با اختلاف در اینکه کدام یک از ویژگی‌های نسبیت عام و نظریه کوانتومی بدون تغییر پذیرفته شوند و اینکه تغییرات در چه سطحی اعمال شوند، تلاش‌های متعدد مختلفی برای رسیدن که یک نظریه قابل قبول گرانش کوانتومی صورت گرفته‌اند که برخی نمونه‌های آن‌ها مثلثی‌سازی دینامیکی، مجموعه‌های سببی، مدلهای توئیستر یا مدل‌های کیهان‌شناسی‌های کوانتومی بر پایه انتگرال مسیر هستند.
تمام نظریه‌های نامزد همچنان مشکلات صوری و مفهومی دارند که باید برآن فایق آیند. این نظریه‌ها از این مشکل عمومی نیز برخوردارند که هنوز هیچ راهی برای آزمودن پیش‌بینی‌های گرانش کوانتومی وجود ندارد، هرچند که امید است این امر با داده‌های آینده دربارهٔ مشاهدات کیهان‌شناسی و آزمایش‌های فیزیک ذرات میسر شود.

## وضعیت کنونی
نسبیت عام به‌عنوان نظریه‌ای بسیار موفق پدیدار شده و آزمون‌های مشخص آزمایشگاهی و مشاهدات بسیاری را پشت سر گذارده است، اما شواهد محکمی نیز حاکی از آنند که این نظریه کامل نیست.
مسئله گرانش کوانتومی و واقعیت تکینگی‌های فضازمان هنوز بدون پاسخ مانده‌اند.
شواهدی درداده‌های مشاهداتی که به‌عنوان گواهی برای وجود انرژی تاریک و ماده تاریک در نظر گرفته می‌شوند ممکن است در حقیقت شواهدی برای نیاز به دانشی جدید در فیزیک باشند.
حتی اگر نسبیت را همان‌گونه که هست بپذیریم، این نظریه پر از احتمالات اکتشاف بیشتر است. پژوهشگران نسبیت ریاضیاتی در جستجوی فهم ماهیت تکینگی‌ها و ویژگی‌های اصلی معادلات اینشتین هستند. و شبیه‌سازی‌های رایانه‌ای با قدرت روزافزون (مانند آن‌هایی که ادغام سیاهچاله‌ها را شبیه‌سازی می‌کنند) در حال اجرا هستند. با مشاهدهٔ امواج گرانشی در سال ۲۰۱۶، تلاش‌ها برای مطالعهٔ کیهان به کمک امواج گرانشی شتاب گرفته‌است
، تا امکان آزمودن نظریه در میدان‌های گرانشی بسیار قوی تر فراهم آید. با وجود گذشت بیش از نود سال از انتشار، نسبیت عام هنوز به‌عنوان زمینه‌ای فعال در پژوهش به‌شمار می‌رود.

## کتابشناسی
- Alpher, R. A.; Herman, R. C. (1948), "Evolution of the universe", Nature, 162 (4124): 774–775, Bibcode:1948Natur.162..774A, doi:10.1038/162774b0, S2CID 4113488
- Anderson, J. D.; Campbell, J. K.; Jurgens, R. F.; Lau, E. L. (1992), "Recent developments in solar-system tests of general relativity",  in Sato, H.; Nakamura, T. (eds.), Proceedings of the Sixth Marcel Großmann Meeting on General Relativity, World Scientific, pp. 353–355, ISBN 978-981-02-0950-6
- Arnold, V. I. (1989), Mathematical Methods of Classical Mechanics, Springer, ISBN 978-3-540-96890-0
- Arnowitt, Richard; Deser, Stanley; Misner, Charles W. (1962), "The dynamics of general relativity",  in Witten, Louis (ed.), Gravitation: An Introduction to Current Research, Wiley, pp. 227–265
- Arun, K.G.; Blanchet, L.; Iyer, B. R.; Qusailah, M. S. S. (2008), "Inspiralling compact binaries in quasi-elliptical orbits: The complete 3PN energy flux", Physical Review D, 77 (6): 064035, arXiv:0711.0302, Bibcode:2008PhRvD..77f4035A, doi:10.1103/PhysRevD.77.064035, S2CID 55825202
- Ashby, Neil (2002), "Relativity and the Global Positioning System" (PDF), Physics Today, 55 (5): 41–47, Bibcode:2002PhT....55e..41A, doi:10.1063/1.1485583
- Ashby, Neil (2003), "Relativity in the Global Positioning System", Living Reviews in Relativity, 6 (1): 1, Bibcode:2003LRR.....6....1A, doi:10.12942/lrr-2003-1, PMC 5253894, PMID 28163638, archived from the original on 4 July 2007, retrieved 6 July 2007
- Ashtekar, Abhay (1986), "New variables for classical and quantum gravity", Phys. Rev. Lett., 57 (18): 2244–2247, Bibcode:1986PhRvL..57.2244A, doi:10.1103/PhysRevLett.57.2244, PMID 10033673
- Ashtekar, Abhay (1987), "New Hamiltonian formulation of general relativity", Phys. Rev., D36 (6): 1587–1602, Bibcode:1987PhRvD..36.1587A, doi:10.1103/PhysRevD.36.1587, PMID 9958340
- Ashtekar, Abhay (2007), "Loop Quantum Gravity: Four Recent Advances and a Dozen Frequently Asked Questions", The Eleventh Marcel Grossmann Meeting – on Recent Developments in Theoretical and Experimental General Relativity, Gravitation and Relativistic Field Theories – Proceedings of the MG11 Meeting on General Relativity: 126, arXiv:0705.2222, Bibcode:2008mgm..conf..126A, doi:10.1142/9789812834300_0008, ISBN 978-981-283-426-3, S2CID 119663169
- Ashtekar, Abhay; Krishnan, Badri (2004), "Isolated and Dynamical Horizons and Their Applications", Living Reviews in Relativity, 7 (1): 10, arXiv:gr-qc/0407042, Bibcode:2004LRR.....7...10A, doi:10.12942/lrr-2004-10, PMC 5253930, PMID 28163644
- Ashtekar, Abhay; Lewandowski, Jerzy (2004), "Background Independent Quantum Gravity: A Status Report", Class. Quantum Grav., 21 (15): R53–R152, arXiv:gr-qc/0404018, Bibcode:2004CQGra..21R..53A, doi:10.1088/0264-9381/21/15/R01, S2CID 119175535
- Ashtekar, Abhay; Magnon-Ashtekar, Anne (1979), "On conserved quantities in general relativity", Journal of Mathematical Physics, 20 (5): 793–800, Bibcode:1979JMP....20..793A, doi:10.1063/1.524151
- Auyang, Sunny Y. (1995), How is Quantum Field Theory Possible?, Oxford University Press, ISBN 978-0-19-509345-2
- Bania, T. M.; Rood, R. T.; Balser, D. S. (2002), "The cosmological density of baryons from observations of 3He+ in the Milky Way", Nature, 415 (6867): 54–57, Bibcode:2002Natur.415...54B, doi:10.1038/415054a, PMID 11780112, S2CID 4303625
- Barack, Leor; Cutler, Curt (2004), "LISA Capture Sources: Approximate Waveforms, Signal-to-Noise Ratios, and Parameter Estimation Accuracy", Phys. Rev., D69 (8): 082005, arXiv:gr-qc/0310125, Bibcode:2004PhRvD..69h2005B, doi:10.1103/PhysRevD.69.082005, S2CID 21565397
- Bardeen, J. M.; Carter, B.; Hawking, S. W. (1973), "The Four Laws of Black Hole Mechanics", Comm. Math. Phys., 31 (2): 161–170, Bibcode:1973CMaPh..31..161B, doi:10.1007/BF01645742, S2CID 54690354
- Barish, Barry (2005), "Towards detection of gravitational waves",  in Florides, P.; Nolan, B.; Ottewil, A. (eds.), General Relativity and Gravitation. Proceedings of the 17th International Conference, World Scientific, pp. 24–34, Bibcode:2005grg..conf.....F, ISBN 978-981-256-424-5
- Barstow, M.; Bond, Howard E.; Holberg, J. B.; Burleigh, M. R.; Hubeny, I.; Koester, D. (2005), "Hubble Space Telescope Spectroscopy of the Balmer lines in Sirius B", Mon. Not. R. Astron. Soc., 362 (4): 1134–1142, arXiv:astro-ph/0506600, Bibcode:2005MNRAS.362.1134B, doi:10.1111/j.1365-2966.2005.09359.x, S2CID 4607496
- Bartusiak, Marcia (2000), Einstein's Unfinished Symphony: Listening to the Sounds of Space-Time, Berkley, ISBN 978-0-425-18620-6
- Begelman, Mitchell C.; Blandford, Roger D.; Rees, Martin J. (1984), "Theory of extragalactic radio sources", Rev. Mod. Phys., 56 (2): 255–351, Bibcode:1984RvMP...56..255B, doi:10.1103/RevModPhys.56.255
- Beig, Robert; Chruściel, Piotr T. (2006), "Stationary black holes",  in Françoise, J.-P.; Naber, G.; Tsou, T.S. (eds.), Encyclopedia of Mathematical Physics, Volume 2, Elsevier, p. 2041, arXiv:gr-qc/0502041, Bibcode:2005gr.qc.....2041B, ISBN 978-0-12-512660-1
- Bekenstein, Jacob D. (1973), "Black Holes and Entropy", Phys. Rev., D7 (8): 2333–2346, Bibcode:1973PhRvD...7.2333B, doi:10.1103/PhysRevD.7.2333
- Bekenstein, Jacob D. (1974), "Generalized Second Law of Thermodynamics in Black-Hole Physics", Phys. Rev., D9 (12): 3292–3300, Bibcode:1974PhRvD...9.3292B, doi:10.1103/PhysRevD.9.3292
- Belinskii, V. A.; Khalatnikov, I. M.; Lifschitz, E. M. (1971), "Oscillatory approach to the singular point in relativistic cosmology", Advances in Physics, 19 (80): 525–573, Bibcode:1970AdPhy..19..525B, doi:10.1080/00018737000101171; original paper in Russian: Belinsky, V. A.; Lifshits, I. M.; Khalatnikov, E. M. (1970), "Колебательный Режим Приближения К Особой Точке В Релятивистской Космологии", Uspekhi Fizicheskikh Nauk, 102 (11): 463–500, Bibcode:1970UsFiN.102..463B, doi:10.3367/ufnr.0102.197011d.0463
- Bennett, C. L.; Halpern, M.; Hinshaw, G.; Jarosik, N.; Kogut, A.; Limon, M.; Meyer, S. S.; Page, L.;  et al. (2003), "First Year Wilkinson Microwave Anisotropy Probe (WMAP) Observations: Preliminary Maps and Basic Results", Astrophys. J. Suppl. Ser., 148 (1): 1–27, arXiv:astro-ph/0302207, Bibcode:2003ApJS..148....1B, doi:10.1086/377253, S2CID 115601
- Berger, Beverly K. (2002), "Numerical Approaches to Spacetime Singularities", Living Reviews in Relativity, 5 (1): 1, arXiv:gr-qc/0201056, Bibcode:2002LRR.....5....1B, doi:10.12942/lrr-2002-1, PMC 5256073, PMID 28179859
- Bergström, Lars; Goobar, Ariel (2003), Cosmology and Particle Astrophysics (2nd ed.), Wiley & Sons, ISBN 978-3-540-43128-2
- Bertotti, Bruno; Ciufolini, Ignazio; Bender, Peter L. (1987), "New test of general relativity: Measurement of de Sitter geodetic precession rate for lunar perigee", Physical Review Letters, 58 (11): 1062–1065, Bibcode:1987PhRvL..58.1062B, doi:10.1103/PhysRevLett.58.1062, PMID 10034329
- Bertotti, Bruno; Iess, L.; Tortora, P. (2003), "A test of general relativity using radio links with the Cassini spacecraft", Nature, 425 (6956): 374–376, Bibcode:2003Natur.425..374B, doi:10.1038/nature01997, PMID 14508481, S2CID 4337125
- Bertschinger, Edmund (1998), "Simulations of structure formation in the universe", Annu. Rev. Astron. Astrophys., 36 (1): 599–654, Bibcode:1998ARA&A..36..599B, doi:10.1146/annurev.astro.36.1.599
- Birrell, N. D.; Davies, P. C. (1984), Quantum Fields in Curved Space, Cambridge University Press, ISBN 978-0-521-27858-4
- Blair, David; McNamara, Geoff (1997), Ripples on a Cosmic Sea. The Search for Gravitational Waves, Perseus, ISBN 978-0-7382-0137-5
- Blanchet, L.; Faye, G.; Iyer, B. R.; Sinha, S. (2008), "The third post-Newtonian gravitational wave polarisations and associated spherical harmonic modes for inspiralling compact binaries in quasi-circular orbits", Classical and Quantum Gravity, 25 (16): 165003, arXiv:0802.1249, Bibcode:2008CQGra..25p5003B, doi:10.1088/0264-9381/25/16/165003, S2CID 54608927
- Blanchet, Luc (2006), "Gravitational Radiation from Post-Newtonian Sources and Inspiralling Compact Binaries", Living Reviews in Relativity, 9 (1): 4, Bibcode:2006LRR.....9....4B, doi:10.12942/lrr-2006-4, PMC 5255899, PMID 28179874
- Blandford, R. D. (1987), "Astrophysical Black Holes",  in Hawking, Stephen W.; Israel, Werner (eds.), 300 Years of Gravitation, Cambridge University Press, pp. 277–329, ISBN 978-0-521-37976-2
- Börner, Gerhard (1993), The Early Universe. Facts and Fiction, Springer, ISBN 978-0-387-56729-7
- Brandenberger, Robert H. (2008), "Conceptual problems of inflationary cosmology and a new approach to cosmological structure formation",  in Lemoine, Martin; Martin, Jerome; Peter, Patrick (eds.), Inflationary Cosmology, Lecture Notes in Physics, vol. 738, pp. 393–424, arXiv:hep-th/0701111, Bibcode:2007LNP...738..393B, doi:10.1007/978-3-540-74353-8_11, ISBN 978-3-540-74352-1, S2CID 18752698
- Brans, C. H.; Dicke, R. H. (1961), "Mach's Principle and a Relativistic Theory of Gravitation", Physical Review, 124 (3): 925–935, Bibcode:1961PhRv..124..925B, doi:10.1103/PhysRev.124.925
- Bridle, Sarah L.; Lahav, Ofer; Ostriker, Jeremiah P.; Steinhardt, Paul J. (2003), "Precision Cosmology? Not Just Yet", Science, 299 (5612): 1532–1533, arXiv:astro-ph/0303180, Bibcode:2003Sci...299.1532B, doi:10.1126/science.1082158, PMID 12624255, S2CID 119368762
- Bruhat, Yvonne (1962), "The Cauchy Problem",  in Witten, Louis (ed.), Gravitation: An Introduction to Current Research, Wiley, p. 130, ISBN 978-1-114-29166-9
- Buchert, Thomas (2008), "Dark Energy from Structure—A Status Report", General Relativity and Gravitation, 40 (2–3): 467–527, arXiv:0707.2153, Bibcode:2008GReGr..40..467B, doi:10.1007/s10714-007-0554-8, S2CID 17281664
- Buras, R.; Rampp, M.; Janka, H.-Th.; Kifonidis, K. (2003), "Improved Models of Stellar Core Collapse and Still no Explosions: What is Missing?", Phys. Rev. Lett., 90 (24): 241101, arXiv:astro-ph/0303171, Bibcode:2003PhRvL..90x1101B, doi:10.1103/PhysRevLett.90.241101, PMID 12857181, S2CID 27632148
- Caldwell, Robert R. (2004), "Dark Energy", Physics World, 17 (5): 37–42, doi:10.1088/2058-7058/17/5/36
- Carlip, Steven (2001), "Quantum Gravity: a Progress Report", Rep. Prog. Phys., 64 (8): 885–942, arXiv:gr-qc/0108040, Bibcode:2001RPPh...64..885C, doi:10.1088/0034-4885/64/8/301, S2CID 118923209
- Carroll, Bradley W.; Ostlie, Dale A. (1996), An Introduction to Modern Astrophysics, Addison-Wesley, ISBN 978-0-201-54730-6
- Carroll, Sean M. (2001), "The Cosmological Constant", Living Reviews in Relativity, 4 (1): 1, arXiv:astro-ph/0004075, Bibcode:2001LRR.....4....1C, doi:10.12942/lrr-2001-1, PMC 5256042, PMID 28179856
- Carter, Brandon (1979), "The general theory of the mechanical, electromagnetic and thermodynamic properties of black holes",  in Hawking, S. W.; Israel, W. (eds.), General Relativity, an Einstein Centenary Survey, Cambridge University Press, pp. 294–369 and 860–863, ISBN 978-0-521-29928-2
- Celotti, Annalisa; Miller, John C.; Sciama, Dennis W. (1999), "Astrophysical evidence for the existence of black holes", Class. Quantum Grav., 16 (12A): A3–A21, arXiv:astro-ph/9912186, Bibcode:1999CQGra..16A...3C, doi:10.1088/0264-9381/16/12A/301, S2CID 17677758
- Chandrasekhar, Subrahmanyan (1983), The Mathematical Theory of Black Holes, New York: Oxford University Press, ISBN 978-0-19-850370-5
- Chandrasekhar, Subrahmanyan (1984), "The general theory of relativity – Why 'It is probably the most beautiful of all existing theories'", Journal of Astrophysics and Astronomy, 5: 3–11, Bibcode:1984JApA....5....3C, doi:10.1007/BF02714967, S2CID 120910934
- Charbonnel, C.; Primas, F. (2005), "The Lithium Content of the Galactic Halo Stars", Astronomy & Astrophysics, 442 (3): 961–992, arXiv:astro-ph/0505247, Bibcode:2005A&A...442..961C, doi:10.1051/0004-6361:20042491, S2CID 119340132
- Ciufolini, Ignazio; Pavlis, Erricos C. (2004), "A confirmation of the general relativistic prediction of the Lense–Thirring effect", Nature, 431 (7011): 958–960, Bibcode:2004Natur.431..958C, doi:10.1038/nature03007, PMID 15496915, S2CID 4423434
- Ciufolini, Ignazio; Pavlis, Erricos C.; Peron, R. (2006), "Determination of frame-dragging using Earth gravity models from CHAMP and GRACE", New Astron., 11 (8): 527–550, Bibcode:2006NewA...11..527C, doi:10.1016/j.newast.2006.02.001
- Coc, A.; Vangioni‐Flam, Elisabeth; Descouvemont, Pierre; Adahchour, Abderrahim; Angulo, Carmen (2004), "Updated Big Bang Nucleosynthesis confronted to WMAP observations and to the Abundance of Light Elements", Astrophysical Journal, 600 (2): 544–552, arXiv:astro-ph/0309480, Bibcode:2004ApJ...600..544C, doi:10.1086/380121, S2CID 16276658
- Cutler, Curt; Thorne, Kip S. (2002), "An overview of gravitational wave sources",  in Bishop, Nigel; Maharaj, Sunil D. (eds.), Proceedings of 16th International Conference on General Relativity and Gravitation (GR16), World Scientific, p. 4090, arXiv:gr-qc/0204090, Bibcode:2002gr.qc.....4090C, ISBN 978-981-238-171-2
- Dalal, Neal; Holz, Daniel E.; Hughes, Scott A.; Jain, Bhuvnesh (2006), "Short GRB and binary black hole standard sirens as a probe of dark energy", Phys. Rev. D, 74 (6): 063006, arXiv:astro-ph/0601275, Bibcode:2006PhRvD..74f3006D, doi:10.1103/PhysRevD.74.063006, S2CID 10008243
- Danzmann, Karsten; Rüdiger, Albrecht (2003), "LISA Technology—Concepts, Status, Prospects" (PDF), Class. Quantum Grav., 20 (10): S1–S9, Bibcode:2003CQGra..20S...1D, doi:10.1088/0264-9381/20/10/301, hdl:11858/00-001M-0000-0013-5233-E, archived from the original (PDF) on 26 September 2007
- Donoghue, John F. (1995), "Introduction to the Effective Field Theory Description of Gravity",  in Cornet, Fernando (ed.), Effective Theories: Proceedings of the Advanced School, Almunecar, Spain, 26 June–1 July 1995, Singapore: World Scientific, p. 12024, arXiv:gr-qc/9512024, Bibcode:1995gr.qc....12024D, ISBN 978-981-02-2908-5
- Dediu, Adrian-Horia; Magdalena, Luis; Martín-Vide, Carlos, eds. (2015). Theory and Practice of Natural Computing: Fourth International Conference, TPNC 2015, Mieres, Spain, December 15–16, 2015. Proceedings. Springer. ISBN 978-3-319-26841-5.
- Duff, Michael (1996), "M-Theory (the Theory Formerly Known as Strings)", Int. J. Mod. Phys. A, 11 (32): 5623–5641, arXiv:hep-th/9608117, Bibcode:1996IJMPA..11.5623D, doi:10.1142/S0217751X96002583, S2CID 17432791
- Ehlers, Jürgen (1973), "Survey of general relativity theory",  in Israel, Werner (ed.), Relativity, Astrophysics and Cosmology, D. Reidel, pp. 1–125, ISBN 978-90-277-0369-9
- Ehlers, Jürgen; Falco, Emilio E.; Schneider, Peter (1992), Gravitational lenses, Springer, ISBN 978-3-540-66506-9
- Ehlers, Jürgen; Lämmerzahl, Claus, eds. (2006), Special Relativity—Will it Survive the Next 101 Years?, Springer, ISBN 978-3-540-34522-0
- Ehlers, Jürgen; Rindler, Wolfgang (1997), "Local and Global Light Bending in Einstein's and other Gravitational Theories", General Relativity and Gravitation, 29 (4): 519–529, Bibcode:1997GReGr..29..519E, doi:10.1023/A:1018843001842, hdl:11858/00-001M-0000-0013-5AB5-4, S2CID 118162303
- Einstein, Albert (1907), "Über das Relativitätsprinzip und die aus demselben gezogene Folgerungen", Jahrbuch der Radioaktivität und Elektronik, 4: 411 See also English translation at Einstein Papers Project

- Einstein, Albert (1915), "Die Feldgleichungen der Gravitation", Sitzungsberichte der Preussischen Akademie der Wissenschaften zu Berlin: 844–847 See also English translation at Einstein Papers Project
- Einstein, Albert (1917), "Kosmologische Betrachtungen zur allgemeinen Relativitätstheorie", Sitzungsberichte der Preußischen Akademie der Wissenschaften: 142 See also English translation at Einstein Papers Project
- Ellis, George F R; Van Elst, Henk (1999),  Lachièze-Rey, Marc (ed.), "Theoretical and Observational Cosmology: Cosmological models (Cargèse lectures 1998)", Theoretical and Observational Cosmology : Proceedings of the NATO Advanced Study Institute on Theoretical and Observational Cosmology, 541: 1–116, arXiv:gr-qc/9812046, Bibcode:1999ASIC..541....1E, doi:10.1007/978-94-011-4455-1_1, ISBN 978-0-7923-5946-3
- Engler, Gideon (2002), "Einstein and the most beautiful theories in physics", International Studies in the Philosophy of Science, 16 (1): 27–37, doi:10.1080/02698590120118800, S2CID 120160056
- Everitt, C. W. F.; Buchman, S.; DeBra, D. B.; Keiser, G. M. (2001), "Gravity Probe B: Countdown to launch",  in Lämmerzahl, C.; Everitt, C. W. F.; Hehl, F. W. (eds.), Gyros, Clocks, and Interferometers: Testing Relativistic Gravity in Space (Lecture Notes in Physics 562), Springer, pp. 52–82, ISBN 978-3-540-41236-6
- Everitt, C. W. F.; Parkinson, Bradford; Kahn, Bob (2007), The Gravity Probe B experiment. Post Flight Analysis—Final Report (Preface and Executive Summary) (PDF), Project Report: NASA, Stanford University and Lockheed Martin, retrieved 5 August 2007
- Falcke, Heino; Melia, Fulvio; Agol, Eric (2000), "Viewing the Shadow of the Black Hole at the Galactic Center", Astrophysical Journal, 528 (1): L13–L16, arXiv:astro-ph/9912263, Bibcode:2000ApJ...528L..13F, doi:10.1086/312423, PMID 10587484, S2CID 119433133
- Font, José A. (2003), "Numerical Hydrodynamics in General Relativity", Living Reviews in Relativity, 6 (1): 4, Bibcode:2003LRR.....6....4F, doi:10.12942/lrr-2003-4, PMC 5660627, PMID 29104452
- Fourès-Bruhat, Yvonne (1952), "Théoréme d'existence pour certains systémes d'équations aux derivées partielles non linéaires", Acta Mathematica, 88 (1): 141–225, Bibcode:1952AcMa...88..141F, doi:10.1007/BF02392131
- Frauendiener, Jörg (2004), "Conformal Infinity", Living Reviews in Relativity, 7 (1): 1, Bibcode:2004LRR.....7....1F, doi:10.12942/lrr-2004-1, PMC 5256109, PMID 28179863
- Friedrich, Helmut (2005), "Is general relativity 'essentially understood'?", Annalen der Physik, 15 (1–2): 84–108, arXiv:gr-qc/0508016, Bibcode:2006AnP...518...84F, doi:10.1002/andp.200510173, S2CID 37236624
- Futamase, T.; Itoh, Y. (2006), "The Post-Newtonian Approximation for Relativistic Compact Binaries", Living Reviews in Relativity, 10 (1): 2, Bibcode:2007LRR....10....2F, doi:10.12942/lrr-2007-2, PMC 5255906, PMID 28179819
- Gamow, George (1970), My World Line, Viking Press, ISBN 978-0-670-50376-6
- Garfinkle, David (2007), "Of singularities and breadmaking", Einstein Online, archived from the original on 10 August 2007, retrieved 3 August 2007
- Geroch, Robert (1996). "Partial Differential Equations of Physics". General Relativity: 19. arXiv:gr-qc/9602055. Bibcode:1996gere.conf...19G.
- Giulini, Domenico (2005), Special Relativity: A First Encounter, Oxford University Press, ISBN 978-0-19-856746-2
- Giulini, Domenico (2006), "Algebraic and Geometric Structures in Special Relativity",  in Ehlers, Jürgen; Lämmerzahl, Claus (eds.), Special Relativity—Will it Survive the Next 101 Years?, Lecture Notes in Physics, vol. 702, pp. 45–111, arXiv:math-ph/0602018, Bibcode:2006math.ph...2018G, doi:10.1007/3-540-34523-X_4, ISBN 978-3-540-34522-0, S2CID 15948765
- Giulini, Domenico (2007),  Stamatescu, I. O. (ed.), "An assessment of current paradigms in the physics of fundamental interactions: Some remarks on the notions of general covariance and background independence", Approaches to Fundamental Physics, Lecture Notes in Physics, 721: 105–120, arXiv:gr-qc/0603087, Bibcode:2007LNP...721..105G, doi:10.1007/978-3-540-71117-9_6, ISBN 978-3-540-71115-5, S2CID 14772226
- Gnedin, Nickolay Y. (2005), "Digitizing the Universe", Nature, 435 (7042): 572–573, Bibcode:2005Natur.435..572G, doi:10.1038/435572a, PMID 15931201, S2CID 3023436
- Goenner, Hubert F. M. (2004), "On the History of Unified Field Theories", Living Reviews in Relativity, 7 (1): 2, Bibcode:2004LRR.....7....2G, doi:10.12942/lrr-2004-2, PMC 5256024, PMID 28179864
- Goroff, Marc H.; Sagnotti, Augusto (1985), "Quantum gravity at two loops", Phys. Lett., 160B (1–3): 81–86, Bibcode:1985PhLB..160...81G, doi:10.1016/0370-2693(85)91470-4
- Gourgoulhon, Eric (2007). "3+1 Formalism and Bases of Numerical Relativity". arXiv:gr-qc/0703035.
- Gowdy, Robert H. (1971), "Gravitational Waves in Closed Universes", Phys. Rev. Lett., 27 (12): 826–829, Bibcode:1971PhRvL..27..826G, doi:10.1103/PhysRevLett.27.826
- Gowdy, Robert H. (1974), "Vacuum spacetimes with two-parameter spacelike isometry groups and compact invariant hypersurfaces: Topologies and boundary conditions", Annals of Physics, 83 (1): 203–241, Bibcode:1974AnPhy..83..203G, doi:10.1016/0003-4916(74)90384-4
- Green, M. B.; Schwarz, J. H.; Witten, E. (1987), Superstring theory. Volume 1: Introduction, Cambridge University Press, ISBN 978-0-521-35752-4
- Greenstein, J. L.; Oke, J. B.; Shipman, H. L. (1971), "Effective Temperature, Radius, and Gravitational Redshift of Sirius B", Astrophysical Journal, 169: 563, Bibcode:1971ApJ...169..563G, doi:10.1086/151174
- Hamber, Herbert W. (2009),  Hamber, Herbert W (ed.), Quantum Gravitation – The Feynman Path Integral Approach, Springer Publishing, doi:10.1007/978-3-540-85293-3, hdl:11858/00-001M-0000-0013-471D-A, ISBN 978-3-540-85292-6
- Gödel, Kurt (1949). "An Example of a New Type of Cosmological Solution of Einstein's Field Equations of Gravitation". Rev. Mod. Phys. 21 (3): 447–450. Bibcode:1949RvMP...21..447G. doi:10.1103/RevModPhys.21.447.
- Hafele, J. C.; Keating, R. E. (14 July 1972). "Around-the-World Atomic Clocks: Predicted Relativistic Time Gains". Science. 177 (4044): 166–168. Bibcode:1972Sci...177..166H. doi:10.1126/science.177.4044.166. PMID 17779917. S2CID 10067969.
- Hafele, J. C.; Keating, R. E. (14 July 1972). "Around-the-World Atomic Clocks: Observed Relativistic Time Gains". Science. 177 (4044): 168–170. Bibcode:1972Sci...177..168H. doi:10.1126/science.177.4044.168. PMID 17779918. S2CID 37376002.
- Havas, P. (1964), "Four-Dimensional Formulation of Newtonian Mechanics and Their Relation to the Special and the General Theory of Relativity", Rev. Mod. Phys., 36 (4): 938–965, Bibcode:1964RvMP...36..938H, doi:10.1103/RevModPhys.36.938
- Hawking, Stephen W. (1966), "The occurrence of singularities in cosmology", Proceedings of the Royal Society, A294 (1439): 511–521, Bibcode:1966RSPSA.294..511H, doi:10.1098/rspa.1966.0221, JSTOR 2415489, S2CID 120730123
- Hawking, S. W. (1975), "Particle Creation by Black Holes", Communications in Mathematical Physics, 43 (3): 199–220, Bibcode:1975CMaPh..43..199H, doi:10.1007/BF02345020, S2CID 55539246
- Hawking, Stephen W. (1987), "Quantum cosmology",  in Hawking, Stephen W.; Israel, Werner (eds.), 300 Years of Gravitation, Cambridge University Press, pp. 631–651, ISBN 978-0-521-37976-2
- Hawking, Stephen W.; Ellis, George F. R. (1973), The large scale structure of space-time, Cambridge University Press, ISBN 978-0-521-09906-6
- Heckmann, O. H. L.; Schücking, E. (1959), "Newtonsche und Einsteinsche Kosmologie",  in Flügge, S. (ed.), Encyclopedia of Physics, vol. 53, p. 489
- Heusler, Markus (1998), "Stationary Black Holes: Uniqueness and Beyond", Living Reviews in Relativity, 1 (1): 6, Bibcode:1998LRR.....1....6H, doi:10.12942/lrr-1998-6, PMC 5567259, PMID 28937184
- Heusler, Markus (1996), Black Hole Uniqueness Theorems, Cambridge University Press, ISBN 978-0-521-56735-0
- Hey, Tony; Walters, Patrick (2003), The new quantum universe, Cambridge University Press, Bibcode:2003nqu..book.....H, ISBN 978-0-521-56457-1
- Hough, Jim; Rowan, Sheila (2000), "Gravitational Wave Detection by Interferometry (Ground and Space)", Living Reviews in Relativity, 3 (1): 3, Bibcode:2000LRR.....3....3R, doi:10.12942/lrr-2000-3, PMC 5255574, PMID 28179855
- Hubble, Edwin (1929), "A Relation between Distance and Radial Velocity among Extra-Galactic Nebulae" (PDF), Proc. Natl. Acad. Sci., 15 (3): 168–173, Bibcode:1929PNAS...15..168H, doi:10.1073/pnas.15.3.168, PMC 522427, PMID 16577160
- Hulse, Russell A.; Taylor, Joseph H. (1975), "Discovery of a pulsar in a binary system", Astrophys. J., 195: L51–L55, Bibcode:1975ApJ...195L..51H, doi:10.1086/181708
- Ibanez, L. E. (2000), "The second string (phenomenology) revolution", Class. Quantum Grav., 17 (5): 1117–1128, arXiv:hep-ph/9911499, Bibcode:2000CQGra..17.1117I, doi:10.1088/0264-9381/17/5/321, S2CID 15707877
- Iorio, L. (2006), "A note on the evidence of the gravitomagnetic field of Mars", Classical and Quantum Gravity, 23 (17): 5451–5454, arXiv:gr-qc/0606092, Bibcode:2006CQGra..23.5451I, doi:10.1088/0264-9381/23/17/N01, S2CID 118233440
- Iorio, L. (2009), "An Assessment of the Systematic Uncertainty in Present and Future Tests of the Lense–Thirring Effect with Satellite Laser Ranging", Space Sci. Rev., 148 (1–4): 363–381, arXiv:0809.1373, Bibcode:2009SSRv..148..363I, doi:10.1007/s11214-008-9478-1, S2CID 15698399
- Iorio, L. (2010), "On the Lense–Thirring test with the Mars Global Surveyor in the gravitational field of Mars", Central European Journal of Physics, 8 (3): 509–513, arXiv:gr-qc/0701146, Bibcode:2010CEJPh...8..509I, doi:10.2478/s11534-009-0117-6, S2CID 16052420
- Isham, Christopher J. (1994), "Prima facie questions in quantum gravity",  in Ehlers, Jürgen; Friedrich, Helmut (eds.), Canonical Gravity: From Classical to Quantum, Springer, ISBN 978-3-540-58339-4
- Israel, Werner (1971), "Event Horizons and Gravitational Collapse", General Relativity and Gravitation, 2 (1): 53–59, Bibcode:1971GReGr...2...53I, doi:10.1007/BF02450518, S2CID 119645546
- Israel, Werner (1987), "Dark stars: the evolution of an idea",  in Hawking, Stephen W.; Israel, Werner (eds.), 300 Years of Gravitation, Cambridge University Press, pp. 199–276, ISBN 978-0-521-37976-2
- Janssen, Michel (2005), "Of pots and holes: Einstein's bumpy road to general relativity", Annalen der Physik, 14 (S1): 58–85, Bibcode:2005AnP...517S..58J, doi:10.1002/andp.200410130, S2CID 10641693, archived from the original (PDF) on 25 August 2020, retrieved 19 April 2013
- Jaranowski, Piotr; Królak, Andrzej (2005), "Gravitational-Wave Data Analysis. Formalism and Sample Applications: The Gaussian Case", Living Reviews in Relativity, 8 (1): 3, Bibcode:2005LRR.....8....3J, doi:10.12942/lrr-2005-3, PMC 5253919, PMID 28163647
- Kahn, Bob (1996–2012), Gravity Probe B Website, Stanford University, retrieved 20 April 2012
- Kahn, Bob (14 April 2007), Was Einstein right? Scientists provide first public peek at Gravity Probe B results (Stanford University Press Release) (PDF), Stanford University News Service
- Kamionkowski, Marc; Kosowsky, Arthur; Stebbins, Albert (1997), "Statistics of Cosmic Microwave Background Polarization", Phys. Rev., D55 (12): 7368–7388, arXiv:astro-ph/9611125, Bibcode:1997PhRvD..55.7368K, doi:10.1103/PhysRevD.55.7368, S2CID 14018215
- Kennefick, Daniel (2005), "Astronomers Test General Relativity: Light-bending and the Solar Redshift",  in Renn, Jürgen (ed.), One hundred authors for Einstein, Wiley-VCH, pp. 178–181, ISBN 978-3-527-40574-9
- Kennefick, Daniel (2007), "Not Only Because of Theory: Dyson, Eddington and the Competing Myths of the 1919 Eclipse Expedition", Proceedings of the 7th Conference on the History of General Relativity, Tenerife, 2005, vol. 0709, p. 685, arXiv:0709.0685, Bibcode:2007arXiv0709.0685K, doi:10.1016/j.shpsa.2012.07.010, S2CID 119203172
- Kenyon, I. R. (1990), General Relativity, Oxford University Press, ISBN 978-0-19-851996-6
- Kochanek, C.S.; Falco, E.E.; Impey, C.; Lehar, J. (2007), CASTLES Survey Website, Harvard-Smithsonian Center for Astrophysics, retrieved 21 August 2007
- Komar, Arthur (1959), "Covariant Conservation Laws in General Relativity", Phys. Rev., 113 (3): 934–936, Bibcode:1959PhRv..113..934K, doi:10.1103/PhysRev.113.934
- Kramer, Michael (2004),  Karshenboim, S. G.; Peik, E. (eds.), "Astrophysics, Clocks and Fundamental Constants: Millisecond Pulsars as Tools of Fundamental Physics", Lecture Notes in Physics, 648: 33–54, arXiv:astro-ph/0405178, Bibcode:2004LNP...648...33K, doi:10.1007/978-3-540-40991-5_3, ISBN 978-3-540-21967-5
- Kramer, M.; Stairs, I. H.; Manchester, R. N.; McLaughlin, M. A.; Lyne, A. G.; Ferdman, R. D.; Burgay, M.; Lorimer, D. R.;  et al. (2006), "Tests of general relativity from timing the double pulsar", Science, 314 (5796): 97–102, arXiv:astro-ph/0609417, Bibcode:2006Sci...314...97K, doi:10.1126/science.1132305, PMID 16973838, S2CID 6674714
- Kraus, Ute (1998), "Light Deflection Near Neutron Stars", Relativistic Astrophysics, Vieweg, pp. 66–81, ISBN 978-3-528-06909-4
- Kuchař, Karel (1973), "Canonical Quantization of Gravity",  in Israel, Werner (ed.), Relativity, Astrophysics and Cosmology, D. Reidel, pp. 237–288, ISBN 978-90-277-0369-9
- Künzle, H. P. (1972), "Galilei and Lorentz Structures on spacetime: comparison of the corresponding geometry and physics", Annales de l'Institut Henri Poincaré A, 17: 337–362
- Lahav, Ofer; Suto, Yasushi (2004), "Measuring our Universe from Galaxy Redshift Surveys", Living Reviews in Relativity, 7 (1): 8, arXiv:astro-ph/0310642, Bibcode:2004LRR.....7....8L, doi:10.12942/lrr-2004-8, PMC 5253994, PMID 28163643
- Landau, L. D.; Lifshitz, E. M. (1975), The Classical Theory of Fields, v. 2, Elsevier Science, Ltd., ISBN 978-0-08-018176-9
- Lehner, Luis (2001), "Numerical Relativity: A review", Class. Quantum Grav., 18 (17): R25–R86, arXiv:gr-qc/0106072, Bibcode:2001CQGra..18R..25L, doi:10.1088/0264-9381/18/17/202, S2CID 9715975
- Lehner, Luis (2002), "Numerical Relativity: Status and Prospects", General Relativity and Gravitation: Proceedings of the 16th International Conference: 210, arXiv:gr-qc/0202055, Bibcode:2002grg..conf..210L, doi:10.1142/9789812776556_0010, ISBN 978-981-238-171-2, S2CID 9145148
- Linde, Andrei (2005), "Particle Physics and Inflationary Cosmology", Contemp.concepts Phys, 5: 1–362, arXiv:hep-th/0503203, Bibcode:2005hep.th....3203L, ISBN 978-3-7186-0489-0
- Linde, Andrei (2006), "Towards inflation in string theory", J. Phys. Conf. Ser., 24 (1): 151–160, arXiv:hep-th/0503195, Bibcode:2005JPhCS..24..151L, doi:10.1088/1742-6596/24/1/018
- Loll, Renate (1998), "Discrete Approaches to Quantum Gravity in Four Dimensions", Living Reviews in Relativity, 1 (1): 13, arXiv:gr-qc/9805049, Bibcode:1998LRR.....1...13L, doi:10.12942/lrr-1998-13, PMC 5253799, PMID 28191826
- Lovelock, David (1972), "The Four-Dimensionality of Space and the Einstein Tensor", J. Math. Phys., 13 (6): 874–876, Bibcode:1972JMP....13..874L, doi:10.1063/1.1666069
- MacCallum, M. (2006), "Finding and using exact solutions of the Einstein equations",  in Mornas, L.; Alonso, J. D. (eds.), AIP Conference Proceedings (A Century of Relativity Physics: ERE05, the XXVIII Spanish Relativity Meeting), vol. 841, pp. 129–143, arXiv:gr-qc/0601102, Bibcode:2006AIPC..841..129M, doi:10.1063/1.2218172, S2CID 13096531
- Maddox, John (1998), What Remains To Be Discovered, Macmillan, ISBN 978-0-684-82292-1
- Mannheim, Philip D. (2006), "Alternatives to Dark Matter and Dark Energy", Prog. Part. Nucl. Phys., 56 (2): 340–445, arXiv:astro-ph/0505266, Bibcode:2006PrPNP..56..340M, doi:10.1016/j.ppnp.2005.08.001, S2CID 14024934
- Mather, J. C.; Cheng, E. S.; Cottingham, D. A.; Eplee, R. E.; Fixsen, D. J.; Hewagama, T.; Isaacman, R. B.; Jensen, K. A.;  et al. (1994), "Measurement of the cosmic microwave spectrum by the COBE FIRAS instrument", Astrophysical Journal, 420: 439–444, Bibcode:1994ApJ...420..439M, doi:10.1086/173574
- Mermin, N. David (2005), It's About Time. Understanding Einstein's Relativity, Princeton University Press, ISBN 978-0-691-12201-4
- Messiah, Albert (1999), Quantum Mechanics, Dover Publications, ISBN 978-0-486-40924-5
- Miller, Cole (2002), Stellar Structure and Evolution (Lecture notes for Astronomy 606), University of Maryland, retrieved 25 July 2007
- Misner, Charles W.; Thorne, Kip. S.; Wheeler, John A. (1973), Gravitation, W. H. Freeman, ISBN 978-0-7167-0344-0
- Narayan, Ramesh (2006), "Black holes in astrophysics", New Journal of Physics, 7 (1): 199, arXiv:gr-qc/0506078, Bibcode:2005NJPh....7..199N, doi:10.1088/1367-2630/7/1/199, S2CID 17986323
- Narayan, Ramesh; Bartelmann, Matthias (1997). "Lectures on Gravitational Lensing". arXiv:astro-ph/9606001.
- Narlikar, Jayant V. (1993), Introduction to Cosmology, Cambridge University Press, ISBN 978-0-521-41250-6
- Nordström, Gunnar (1918), "On the Energy of the Gravitational Field in Einstein's Theory", Verhandl. Koninkl. Ned. Akad. Wetenschap., 26: 1238–1245, Bibcode:1918KNAB...20.1238N
- Nordtvedt, Kenneth (2003). "Lunar Laser Ranging—a comprehensive probe of post-Newtonian gravity". arXiv:gr-qc/0301024.
- Norton, John D. (1985), "What was Einstein's principle of equivalence?" (PDF), Studies in History and Philosophy of Science, 16 (3): 203–246, Bibcode:1985SHPSA..16..203N, doi:10.1016/0039-3681(85)90002-0, retrieved 11 June 2007
- Ohanian, Hans C.; Ruffini, Remo (1994), Gravitation and Spacetime, W. W. Norton & Company, ISBN 978-0-393-96501-8
- Olive, K. A.; Skillman, E. A. (2004), "A Realistic Determination of the Error on the Primordial Helium Abundance", Astrophysical Journal, 617 (1): 29–49, arXiv:astro-ph/0405588, Bibcode:2004ApJ...617...29O, doi:10.1086/425170, S2CID 15187664
- O'Meara, John M.; Tytler, David; Kirkman, David; Suzuki, Nao; Prochaska, Jason X.; Lubin, Dan; Wolfe, Arthur M. (2001), "The Deuterium to Hydrogen Abundance Ratio Towards a Fourth QSO: HS0105+1619", Astrophysical Journal, 552 (2): 718–730, arXiv:astro-ph/0011179, Bibcode:2001ApJ...552..718O, doi:10.1086/320579, S2CID 14164537
- Oppenheimer, J. Robert; Snyder, H. (1939), "On continued gravitational contraction", Physical Review, 56 (5): 455–459, Bibcode:1939PhRv...56..455O, doi:10.1103/PhysRev.56.455
- Overbye, Dennis (1999), Lonely Hearts of the Cosmos: the story of the scientific quest for the secret of the Universe, Back Bay, ISBN 978-0-316-64896-7
- Pais, Abraham (1982), 'Subtle is the Lord ...' The Science and life of Albert Einstein, Oxford University Press, ISBN 978-0-19-853907-0
- Peacock, John A. (1999), Cosmological Physics, Cambridge University Press, ISBN 978-0-521-41072-4
- Peebles, P. J. E. (1966), "Primordial Helium abundance and primordial fireball II", Astrophysical Journal, 146: 542–552, Bibcode:1966ApJ...146..542P, doi:10.1086/148918
- Peebles, P. J. E. (1993), Principles of physical cosmology, Princeton University Press, ISBN 978-0-691-01933-8
- Peebles, P.J.E.; Schramm, D.N.; Turner, E.L.; Kron, R.G. (1991), "The case for the relativistic hot Big Bang cosmology", Nature, 352 (6338): 769–776, Bibcode:1991Natur.352..769P, doi:10.1038/352769a0, S2CID 4337502
- Penrose, Roger (1965), "Gravitational collapse and spacetime singularities", Physical Review Letters, 14 (3): 57–59, Bibcode:1965PhRvL..14...57P, doi:10.1103/PhysRevLett.14.57
- Penrose, Roger (1969), "Gravitational collapse: the role of general relativity", Rivista del Nuovo Cimento, 1: 252–276, Bibcode:1969NCimR...1..252P
- Penrose, Roger (2004), The Road to Reality, A. A. Knopf, ISBN 978-0-679-45443-4
- Penzias, A. A.; Wilson, R. W. (1965), "A measurement of excess antenna temperature at 4080 Mc/s", Astrophysical Journal, 142: 419–421, Bibcode:1965ApJ...142..419P, doi:10.1086/148307
- Peskin, Michael E.; Schroeder, Daniel V. (1995), An Introduction to Quantum Field Theory, Addison-Wesley, ISBN 978-0-201-50397-5
- Peskin, Michael E. (2007), "Dark Matter and Particle Physics", Journal of the Physical Society of Japan, 76 (11): 111017, arXiv:0707.1536, Bibcode:2007JPSJ...76k1017P, doi:10.1143/JPSJ.76.111017, S2CID 16276112
- Poisson, Eric (27 May 2004a). "The Motion of Point Particles in Curved Spacetime". Living Reviews in Relativity. 7 (1). 6. arXiv:gr-qc/0306052. Bibcode:2004LRR.....7....6P. doi:10.12942/lrr-2004-6. PMC 5256043. PMID 28179866.
- Poisson, Eric (2004), A Relativist's Toolkit. The Mathematics of Black-Hole Mechanics, Cambridge University Press, Bibcode:2004rtmb.book.....P, ISBN 978-0-521-83091-1
- Polchinski, Joseph (1998a), String Theory Vol. I: An Introduction to the Bosonic String, Cambridge University Press, ISBN 978-0-521-63303-1
- Polchinski, Joseph (1998b), String Theory Vol. II: Superstring Theory and Beyond, Cambridge University Press, ISBN 978-0-521-63304-8
- Pound, R. V.; Rebka, G. A. (1959), "Gravitational Red-Shift in Nuclear Resonance", Physical Review Letters, 3 (9): 439–441, Bibcode:1959PhRvL...3..439P, doi:10.1103/PhysRevLett.3.439
- Pound, R. V.; Rebka, G. A. (1960), "Apparent weight of photons", Phys. Rev. Lett., 4 (7): 337–341, Bibcode:1960PhRvL...4..337P, doi:10.1103/PhysRevLett.4.337
- Pound, R. V.; Snider, J. L. (1964), "Effect of Gravity on Nuclear Resonance", Phys. Rev. Lett., 13 (18): 539–540, Bibcode:1964PhRvL..13..539P, doi:10.1103/PhysRevLett.13.539
- Ramond, Pierre (1990), Field Theory: A Modern Primer, Addison-Wesley, ISBN 978-0-201-54611-8
- Rees, Martin (1966), "Appearance of Relativistically Expanding Radio Sources", Nature, 211 (5048): 468–470, Bibcode:1966Natur.211..468R, doi:10.1038/211468a0, S2CID 41065207
- Reissner, H. (1916), "Über die Eigengravitation des elektrischen Feldes nach der Einsteinschen Theorie", Annalen der Physik, 355 (9): 106–120, Bibcode:1916AnP...355..106R, doi:10.1002/andp.19163550905
- Remillard, Ronald A.; Lin, Dacheng; Cooper, Randall L.; Narayan, Ramesh (2006), "The Rates of Type I X-Ray Bursts from Transients Observed with RXTE: Evidence for Black Hole Event Horizons", Astrophysical Journal, 646 (1): 407–419, arXiv:astro-ph/0509758, Bibcode:2006ApJ...646..407R, doi:10.1086/504862, S2CID 14949527
- Renn, Jürgen, ed. (2007), The Genesis of General Relativity (4 Volumes), Dordrecht: Springer, ISBN 978-1-4020-3999-7
- Renn, Jürgen, ed. (2005), Albert Einstein—Chief Engineer of the Universe: Einstein's Life and Work in Context, Berlin: Wiley-VCH, ISBN 978-3-527-40571-8
- Reula, Oscar A. (1998), "Hyperbolic Methods for Einstein's Equations", Living Reviews in Relativity, 1 (1): 3, Bibcode:1998LRR.....1....3R, doi:10.12942/lrr-1998-3, PMC 5253804, PMID 28191833
- Rindler, Wolfgang (2001), Relativity. Special, General and Cosmological, Oxford University Press, ISBN 978-0-19-850836-6
- Rindler, Wolfgang (1991), Introduction to Special Relativity, Clarendon Press, Oxford, ISBN 978-0-19-853952-0
- Robson, Ian (1996), Active galactic nuclei, John Wiley, ISBN 978-0-471-95853-6
- Roulet, E.; Mollerach, S. (1997), "Microlensing", Physics Reports, 279 (2): 67–118, arXiv:astro-ph/9603119, Bibcode:1997PhR...279...67R, doi:10.1016/S0370-1573(96)00020-8
- Rovelli, Carlo, ed. (2015), General Relativity: The most beautiful of theories (de Gruyter Studies in Mathematical Physics), Boston: Walter de Gruyter GmbH, ISBN 978-3-11-034042-6
- Rovelli, Carlo (2000). "Notes for a brief history of quantum gravity". arXiv:gr-qc/0006061.
- Rovelli, Carlo (1998), "Loop Quantum Gravity", Living Reviews in Relativity, 1 (1): 1, arXiv:gr-qc/9710008, Bibcode:1998LRR.....1....1R, CiteSeerX 10.1.1.90.7036, doi:10.12942/lrr-1998-1, PMC 5567241, PMID 28937180
- Schäfer, Gerhard (2004), "Gravitomagnetic Effects", General Relativity and Gravitation, 36 (10): 2223–2235, arXiv:gr-qc/0407116, Bibcode:2004GReGr..36.2223S, doi:10.1023/B:GERG.0000046180.97877.32, S2CID 14255129
- Schödel, R.; Ott, T.; Genzel, R.; Eckart, A.; Mouawad, N.; Alexander, T. (2003), "Stellar Dynamics in the Central Arcsecond of Our Galaxy", Astrophysical Journal, 596 (2): 1015–1034, arXiv:astro-ph/0306214, Bibcode:2003ApJ...596.1015S, doi:10.1086/378122, S2CID 17719367
- Schutz, Bernard F. (1985), A first course in general relativity, Cambridge University Press, ISBN 978-0-521-27703-7
- Schutz, Bernard F. (2003), Gravity from the ground up, Cambridge University Press, ISBN 978-0-521-45506-0
- Schwarz, John H. (2007), "String Theory: Progress and Problems", Progress of Theoretical Physics Supplement, 170: 214–226, arXiv:hep-th/0702219, Bibcode:2007PThPS.170..214S, doi:10.1143/PTPS.170.214, S2CID 16762545
- Schwarzschild, Karl (1916a), "Über das Gravitationsfeld eines Massenpunktes nach der Einsteinschen Theorie", Sitzungsber. Preuss. Akad. D. Wiss.: 189–196, Bibcode:1916SPAW.......189S
- Schwarzschild, Karl (1916b), "Über das Gravitationsfeld einer Kugel aus inkompressibler Flüssigkeit nach der Einsteinschen Theorie", Sitzungsber. Preuss. Akad. D. Wiss.: 424–434, Bibcode:1916skpa.conf..424S
- Seidel, Edward (1998), "Numerical Relativity: Towards Simulations of 3D Black Hole Coalescence",  in Narlikar, J. V.; Dadhich, N. (eds.), Gravitation and Relativity: At the turn of the millennium (Proceedings of the GR-15 Conference, held at IUCAA, Pune, India, December 16–21, 1997), IUCAA, p. 6088, arXiv:gr-qc/9806088, Bibcode:1998gr.qc.....6088S, ISBN 978-81-900378-3-9
- Seljak, Uros̆; Zaldarriaga, Matias (1997), "Signature of Gravity Waves in the Polarization of the Microwave Background", Phys. Rev. Lett., 78 (11): 2054–2057, arXiv:astro-ph/9609169, Bibcode:1997PhRvL..78.2054S, doi:10.1103/PhysRevLett.78.2054, S2CID 30795875
- Shapiro, S. S.; Davis, J. L.; Lebach, D. E.; Gregory, J. S. (2004), "Measurement of the solar gravitational deflection of radio waves using geodetic very-long-baseline interferometry data, 1979–1999", Phys. Rev. Lett., 92 (12): 121101, Bibcode:2004PhRvL..92l1101S, doi:10.1103/PhysRevLett.92.121101, PMID 15089661
- Shapiro, Irwin I. (1964), "Fourth test of general relativity", Phys. Rev. Lett., 13 (26): 789–791, Bibcode:1964PhRvL..13..789S, doi:10.1103/PhysRevLett.13.789
- Singh, Simon (2004), Big Bang: The Origin of the Universe, Fourth Estate, Bibcode:2004biba.book.....S, ISBN 978-0-00-715251-3
- Sorkin, Rafael D. (2005), "Causal Sets: Discrete Gravity",  in Gomberoff, Andres; Marolf, Donald (eds.), Lectures on Quantum Gravity, Springer, p. 9009, arXiv:gr-qc/0309009, Bibcode:2003gr.qc.....9009S, ISBN 978-0-387-23995-8
- Sorkin, Rafael D. (1997), "Forks in the Road, on the Way to Quantum Gravity", Int. J. Theor. Phys., 36 (12): 2759–2781, arXiv:gr-qc/9706002, Bibcode:1997IJTP...36.2759S, doi:10.1007/BF02435709, S2CID 4803804
- Spergel, D. N.; Verde, L.; Peiris, H. V.; Komatsu, E.; Nolta, M. R.; Bennett, C. L.; Halpern, M.; Hinshaw, G.;  et al. (2003), "First Year Wilkinson Microwave Anisotropy Probe (WMAP) Observations: Determination of Cosmological Parameters", Astrophys. J. Suppl. Ser., 148 (1): 175–194, arXiv:astro-ph/0302209, Bibcode:2003ApJS..148..175S, doi:10.1086/377226, S2CID 10794058
- Spergel, D. N.; Bean, R.; Doré, O.; Nolta, M. R.; Bennett, C. L.; Dunkley, J.; Hinshaw, G.; Jarosik, N.;  et al. (2007), "Wilkinson Microwave Anisotropy Probe (WMAP) Three Year Results: Implications for Cosmology", Astrophysical Journal Supplement, 170 (2): 377–408, arXiv:astro-ph/0603449, Bibcode:2007ApJS..170..377S, doi:10.1086/513700, S2CID 1386346
- Springel, Volker; White, Simon D. M.; Jenkins, Adrian; Frenk, Carlos S.; Yoshida, Naoki; Gao, Liang; Navarro, Julio; Thacker, Robert;  et al. (2005), "Simulations of the formation, evolution and clustering of galaxies and quasars", Nature, 435 (7042): 629–636, arXiv:astro-ph/0504097, Bibcode:2005Natur.435..629S, doi:10.1038/nature03597, PMID 15931216, S2CID 4383030
- Stairs, Ingrid H. (2003), "Testing General Relativity with Pulsar Timing", Living Reviews in Relativity, 6 (1): 5, arXiv:astro-ph/0307536, Bibcode:2003LRR.....6....5S, doi:10.12942/lrr-2003-5, PMC 5253800, PMID 28163640
- Stephani, H.; Kramer, D.; MacCallum, M.; Hoenselaers, C.; Herlt, E. (2003), Exact Solutions of Einstein's Field Equations (2 ed.), Cambridge University Press, ISBN 978-0-521-46136-8
- Synge, J. L. (1972), Relativity: The Special Theory, North-Holland Publishing Company, ISBN 978-0-7204-0064-9
- Szabados, László B. (2004), "Quasi-Local Energy–Momentum and Angular Momentum in GR", Living Reviews in Relativity, 7 (1): 4, Bibcode:2004LRR.....7....4S, doi:10.12942/lrr-2004-4, PMC 5255888, PMID 28179865
- Taylor, Joseph H. (1994), "Binary pulsars and relativistic gravity", Rev. Mod. Phys., 66 (3): 711–719, Bibcode:1994RvMP...66..711T, doi:10.1103/RevModPhys.66.711
- Thiemann, Thomas (2007), "Approaches to Fundamental Physics: Loop Quantum Gravity: An Inside View", Lecture Notes in Physics, 721: 185–263, arXiv:hep-th/0608210, Bibcode:2007LNP...721..185T, doi:10.1007/978-3-540-71117-9_10, ISBN 978-3-540-71115-5, S2CID 119572847
- Thiemann, Thomas (2003), "Lectures on Loop Quantum Gravity", Lecture Notes in Physics, 631: 41–135, arXiv:gr-qc/0210094, Bibcode:2003LNP...631...41T, doi:10.1007/978-3-540-45230-0_3, ISBN 978-3-540-40810-9, S2CID 119151491
- 't Hooft, Gerard; Veltman, Martinus (1974), "One Loop Divergencies in the Theory of Gravitation", Ann. Inst. Poincare, 20 (1): 69, Bibcode:1974AIHPA..20...69T
- Thorne, Kip S. (1972), "Nonspherical Gravitational Collapse—A Short Review",  in Klauder, J. (ed.), Magic without Magic, W. H. Freeman, pp. 231–258
- Thorne, Kip S. (1994), Black Holes and Time Warps: Einstein's Outrageous Legacy, W W Norton & Company, ISBN 978-0-393-31276-8
- Thorne, Kip S. (1995), "Gravitational radiation", Particle and Nuclear Astrophysics and Cosmology in the Next Millennium: 160, arXiv:gr-qc/9506086, Bibcode:1995pnac.conf..160T, ISBN 978-0-521-36853-7
- Thorne, Kip (2003). "Warping spacetime".  In G.W. Gibbons; E.P.S. Shellard; S.J. Rankin (eds.). The future of theoretical physics and cosmology: celebrating Stephen Hawking's 60th birthday. Cambridge University Press. ISBN 978-0-521-82081-3.
- Townsend, Paul K. (1997). "Black Holes (Lecture notes)". arXiv:gr-qc/9707012.
- Townsend, Paul K. (1996). "Four Lectures on M-Theory". High Energy Physics and Cosmology. 13: 385. arXiv:hep-th/9612121. Bibcode:1997hepcbconf..385T.
- Traschen, Jennie (2000),  Bytsenko, A.; Williams, F. (eds.), "An Introduction to Black Hole Evaporation", Mathematical Methods of Physics (Proceedings of the 1999 Londrina Winter School), World Scientific: 180, arXiv:gr-qc/0010055, Bibcode:2000mmp..conf..180T
- Trautman, Andrzej (2006), "Einstein–Cartan theory",  in Françoise, J.-P.; Naber, G. L.; Tsou, S. T. (eds.), Encyclopedia of Mathematical Physics, Vol. 2, Elsevier, pp. 189–195, arXiv:gr-qc/0606062, Bibcode:2006gr.qc.....6062T
- Unruh, W. G. (1976), "Notes on Black Hole Evaporation", Phys. Rev. D, 14 (4): 870–892, Bibcode:1976PhRvD..14..870U, doi:10.1103/PhysRevD.14.870
- Veltman, Martinus (1975), "Quantum Theory of Gravitation",  in Balian, Roger; Zinn-Justin, Jean (eds.), Methods in Field Theory – Les Houches Summer School in Theoretical Physics., vol. 77, North Holland
- Wald, Robert M. (1975), "On Particle Creation by Black Holes", Commun. Math. Phys., 45 (3): 9–34, Bibcode:1975CMaPh..45....9W, doi:10.1007/BF01609863, S2CID 120950657
- Wald, Robert M. (1984), General Relativity, University of Chicago Press, ISBN 978-0-226-87033-5
- Wald, Robert M. (1994), Quantum field theory in curved spacetime and black hole thermodynamics, University of Chicago Press, ISBN 978-0-226-87027-4
- Wald, Robert M. (2001), "The Thermodynamics of Black Holes", Living Reviews in Relativity, 4 (1): 6, arXiv:gr-qc/9912119, Bibcode:2001LRR.....4....6W, doi:10.12942/lrr-2001-6, PMC 5253844, PMID 28163633
- Walsh, D.; Carswell, R. F.; Weymann, R. J. (1979), "0957 + 561 A, B: twin quasistellar objects or gravitational lens?", Nature, 279 (5712): 381–4, Bibcode:1979Natur.279..381W, doi:10.1038/279381a0, PMID 16068158, S2CID 2142707
- Wambsganss, Joachim (1998), "Gravitational Lensing in Astronomy", Living Reviews in Relativity, 1 (1): 12, arXiv:astro-ph/9812021, Bibcode:1998LRR.....1...12W, doi:10.12942/lrr-1998-12, PMC 5567250, PMID 28937183
- Weinberg, Steven (1972), Gravitation and Cosmology: Principles and Applications of the General Theory of Relativity, John Wiley, ISBN 978-0-471-92567-5
- Weinberg, Steven (1995), The Quantum Theory of Fields I: Foundations, Cambridge University Press, ISBN 978-0-521-55001-7
- Weinberg, Steven (1996), The Quantum Theory of Fields II: Modern Applications, Cambridge University Press, ISBN 978-0-521-55002-4
- Weinberg, Steven (2000), The Quantum Theory of Fields III: Supersymmetry, Cambridge University Press, ISBN 978-0-521-66000-6
- Weisberg, Joel M.; Taylor, Joseph H. (2003), "The Relativistic Binary Pulsar B1913+16"",  in Bailes, M.; Nice, D. J.; Thorsett, S. E. (eds.), Proceedings of "Radio Pulsars," Chania, Crete, August, 2002, ASP Conference Series
- Weiss, Achim (2006), "Elements of the past: Big Bang Nucleosynthesis and observation", Einstein Online, Max Planck Institute for Gravitational Physics, archived from the original on 8 February 2007, retrieved 24 February 2007
- Wheeler, John A. (1990), A Journey Into Gravity and Spacetime, Scientific American Library, San Francisco: W. H. Freeman, ISBN 978-0-7167-6034-4
- Will, Clifford M. (1993), Theory and experiment in gravitational physics, Cambridge University Press, ISBN 978-0-521-43973-2
- Will, Clifford M. (2006), "The Confrontation between General Relativity and Experiment", Living Reviews in Relativity, 9 (1): 3, arXiv:gr-qc/0510072, Bibcode:2006LRR.....9....3W, doi:10.12942/lrr-2006-3, PMC 5256066, PMID 28179873
- Zwiebach, Barton (2004), A First Course in String Theory, Cambridge University Press, ISBN 978-0-521-83143-7